# Thémistocle
Pour les articles homonymes, voir Thémistocle (homonymie).
Thémistocle (en grec ancien Θεμιστοκλῆς / Themistoklễs), né vers 524 av. J.-C. à Phréarres et mort vers 459 av. J.-C. à Magnésie du Méandre, est un homme d'État et stratège athénien. Il fait partie d'un nouveau type de politiciens d'origine non aristocratique qui prend de l'importance dans les premières années de la démocratie athénienne. En tant qu'homme politique, Thémistocle est un populiste, ayant le soutien des Athéniens de classes inférieures et étant généralement en désaccord avec la noblesse athénienne. Élu archonte en 493 av. J.-C., il convainc la polis d'augmenter la puissance navale d'Athènes, thème récurrent dans sa carrière politique. Lors de la première invasion perse de la Grèce, il combat à la bataille de Marathon (490 av. J.-C.) et était peut-être l'un des dix stratèges (généraux) athéniens de cette bataille.
Dans les années qui suivent la bataille de Marathon et à l'approche de la seconde invasion perse de 480 à 479 av. J.-C., Thémistocle devient l'homme politique le plus en vue d'Athènes. Il continue à plaider pour une marine de guerre athénienne forte et, en 483 av. J.-C., il persuade les Athéniens de construire une flotte de 200 trières ; celle-ci s'est avérée cruciale dans le conflit qui se poursuit avec l'Empire perse. Lors de la seconde invasion, il commande effectivement la marine alliée grecque lors des batailles de l'Artémision et de Salamine en 480 av. J.-C.. Grâce à leur ruse, les Alliés parviennent à attirer la flotte perse près de l'île de Salamine, et la victoire de la Grèce qui s'ensuit est le tournant de la guerre. L'invasion est définitivement repoussée l'année suivante après la défaite perse à la bataille de Platées.
Après la fin du conflit, Thémistocle conserve sa prééminence parmi les politiciens athéniens. Cependant, il suscite l'hostilité de Sparte en ordonnant la re-fortification d'Athènes, et son arrogance perçue commence à lui aliéner les Athéniens. En 472 ou 471 av. J.-C., il est ostracisé et s'exile à Argos. Les Spartiates y voient une occasion de se débarrasser de lui et l'accusent dans le prétendu complot de 478 av. J.-C. de leur propre général Pausanias. Thémistocle s'enfuit ainsi du sud de la Grèce. Alexandre Ier de Macédoine lui donne temporairement refuge à Pydna avant qu'il se rende en Asie Mineure, où il entre au service du roi perse Artaxerxès Ier. Il est nommé gouverneur de Magnésie du Méandre, et y passe le reste de sa vie.
Thémistocle meurt en 459 av. J.-C., probablement de causes naturelles. Sa réputation est réhabilitée à titre posthume, et il est rétabli comme un héros de la cause athénienne, voire grecque. Thémistocle peut encore raisonnablement être considéré comme « le principal artisan du salut de la Grèce » face à la menace perse, comme le décrit Plutarque. Sa politique navale a également un impact durable sur Athènes, puisque la thalassocratie athénienne devient la pierre angulaire de l'empire athénien et de son âge d'or. Plutarque précise qu'il amène « insensiblement la cité à se tourner et à descendre vers la mer ». Thucydide juge Thémistocle comme « un homme qui a montré les signes les plus indubitables de génie […] [à ce titre] il a un droit à notre admiration tout à fait extraordinaire et sans précédent ».

## Biographie

### Origines et famille
Thémistocle est né dans le dème attique de Phréarres vers 524 av. J.-C.. Son père, Néoclès, est un Léontien de Phréarres qui, selon les mots de Plutarque, n'est qu'un « homme de condition médiocre » n'appartenant pas à l'aristocratie. L'identité de sa mère est plus obscure : son nom serait Euterpe ou Abrotonum, et elle serait d'origine méconnue, les sources indiquant diversement Halicarnasse, la Thrace ou l'Acarnanie. Comme pour beaucoup de ses contemporains, peu de choses sont connues sur ses premières années. Certains auteurs rapportent qu'il est indiscipliné dans son enfance et donc désavoué par son père, ce que Plutarque en particulier dément. Ce dernier indique qu'en raison des antécédents de sa mère, Thémistocle est considéré comme un « bâtard », c'est-à-dire un enfant qui n'est pas né de père et mère athéniens. En outre, sa famille semble vivre dans un quartier d'immigrants à Athènes, à l'extérieur des murs de la ville. Dans un premier exemple de son charisme, Thémistocle parvient à persuader des enfants « bien nés » de faire du sport avec lui au Cynosarge, un gymnase, brisant ainsi la distinction sociale entre « bâtards » et « vrais citoyens ». Plutarque rapporte en outre que Thémistocle a « un caractère ardent, un esprit juste, le goût naturel des grandes choses, et l'aptitude de l'homme d'État ». Il est préoccupé, même enfant, par son rôle possible dans la vie publique. Un professeur lui aurait dit : « Mon enfant, tu ne seras pas un homme médiocre ; et il faut que tu deviennes extrême, ou dans le bien, ou dans le mal ».
Thémistocle a trois fils avec Archippe, fille de Lysandre, du dème d'Alopèce : Archéptolis, Polyeucte et Cléophante. Platon dit de Cléophante, via un dialogue de Socrate, qu'il était un « écuyer habile »,. Thémistocle a également deux fils plus âgés que ces trois-là, Néoclès et Dioclès. Néoclès est mort jeune d'une infection consécutive à une morsure de cheval, et Dioclès est adopté par son grand-père maternel, Lysandre. Thémistocle eut de nombreuses filles : Mnésiptoléma (ru), issue de son second mariage, qui épouse son beau-frère Archéptolis et devient prêtresse de Cybèle ; Italia, qui s'est mariée à Panthoïde de Chios ; et Sybaris, mariée à Nicomède, un Athénien. Après la mort de Thémistocle, son neveu Phrasiclès se rend à Magnésie du Méandre et épouse une autre de ses filles, Nicomaché. Phrasiclès prend ensuite en charge sa sœur Asia, la plus jeune des dix enfants de Thémistocle.

### Carrière politique et militaire

#### Contexte

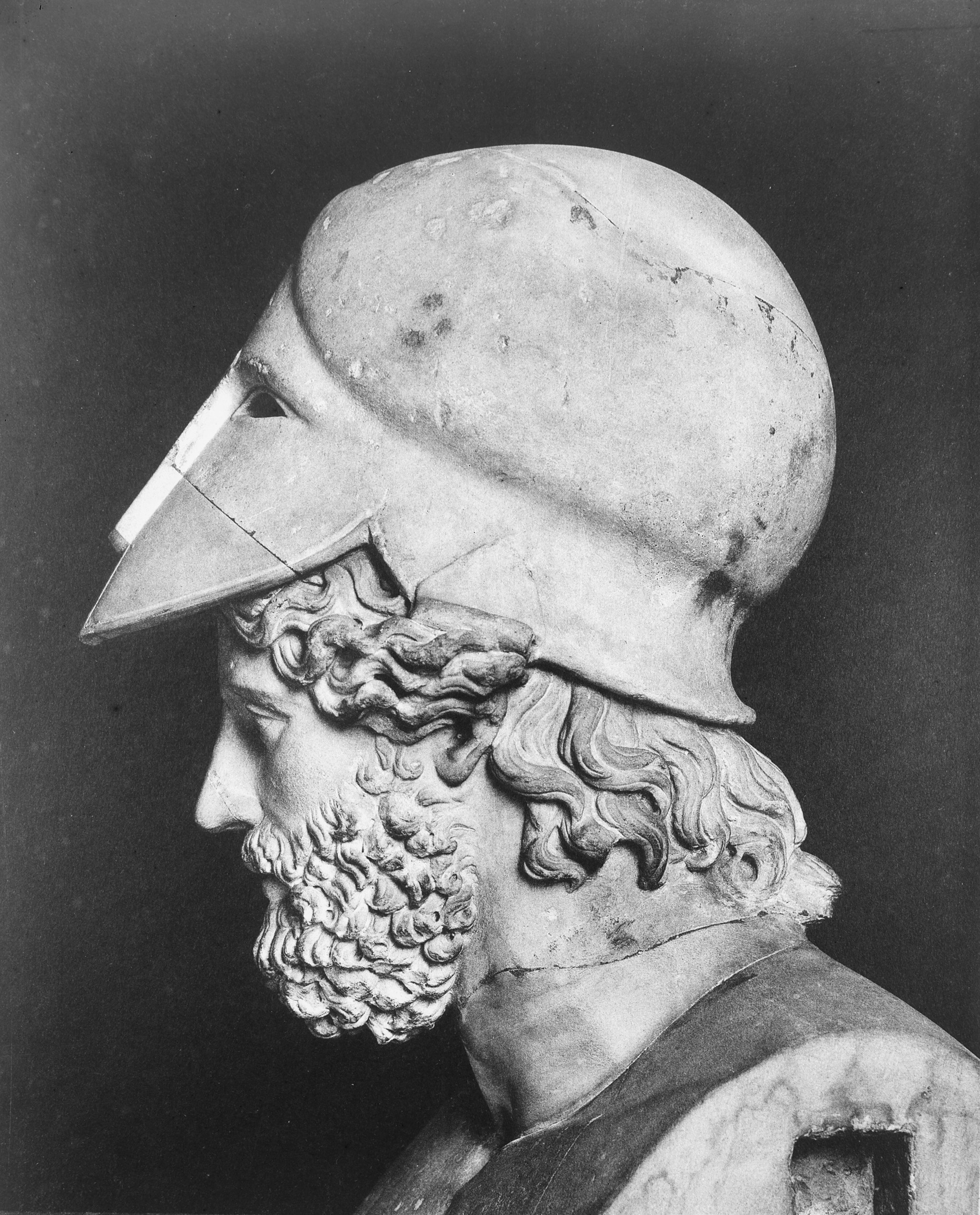
Vue de profil d'un ancien buste grec de Thémistocle.

Thémistocle grandit dans une période de bouleversements à Athènes. Le tyran Pisistrate meurt en 527 av. J.-C., passant le pouvoir à ses fils, Hipparque et Hippias. Hipparque est assassiné en 514 av. J.-C., et en réponse à cela, Hippias devient paranoïaque et commence à compter de plus en plus sur des mercenaires étrangers pour garder le pouvoir. Clisthène, chef de la puissante famille alors exilée des Alcméonides, commence à comploter pour renverser Hippias et revenir à Athènes. En 510 av. J.-C., il persuade le roi spartiate Cléomène Ier de lancer une attaque d'envergure contre Athènes, qui réussit à renverser Hippias. Cependant, dans la foulée, les autres familles nobles (eupatrides) d'Athènes rejettent Clisthène, élisant Isagoras comme archonte, avec le soutien de Cléomène Ier. Sur le plan personnel, Clisthène veut revenir à Athènes, cependant, il veut aussi probablement empêcher Athènes de devenir trop proche de Sparte. Manœuvrant mieux que les autres nobles, il propose au peuple athénien un programme radical dans lequel le pouvoir politique serait investi dans le peuple : une « démocratie ». Le peuple athénien renverse Isagoras, repousse une attaque spartiate de Cléomène Ier et invite Clisthène à rentrer à Athènes pour mettre son plan en action. L'instauration de la démocratie va radicalement changer Athènes : selon Hérodote,« Les forces des Athéniens allaient toujours en croissant. On pourrait prouver de mille manières que l'égalité entre les citoyens est le gouvernement le plus avantageux […] Tant que les Athéniens restèrent sous la puissance de leurs tyrans, ils ne se distinguèrent pas plus à la guerre que leurs voisins ; mais, ayant une fois secoué le joug, ils acquirent sur eux une très grande supériorité ».

#### Premières années de démocratie
Le nouveau système de gouvernement à Athènes ouvre d'immenses perspectives à des hommes comme Thémistocle qui auparavant n'auraient pas eu accès au pouvoir. De plus, les nouvelles institutions de la démocratie exigent des compétences qui n'avaient jusque-là pas d'importance dans le gouvernement. Thémistocle doit se montrer maître du nouveau système : « il pouvait se battre, il pouvait former des réseaux, il pouvait faire passer des vessies pour des lanternes […] et surtout, il savait se rendre visible ». Thémistocle déménage au Céramique, un quartier populaire d'Athènes. Cette décision le classe comme un « homme du peuple » et lui permet d'interagir plus facilement avec les citoyens ordinaires. Il commence à constituer une base de soutien parmi ces citoyens aux nouveaux pouvoirs : « il courtisait les pauvres et ceux-ci, peu habitués à être courtisés, l'aimaient comme il se doit. Parcourant les tavernes, les marchés, les quais, démarchant là où aucun homme politique n'avait songé à démarcher auparavant, veillant à ne jamais oublier le nom d'un seul électeur, Thémistocle avait jeté les yeux sur une nouvelle circonscription radicale ». Cependant, il prend soin de s'assurer qu'il ne s'aliène pas la noblesse d'Athènes. Il commence à pratiquer le droit et est la première personne à Athènes à se préparer ainsi à la vie publique. Sa capacité d'avocat et d'arbitre, utilisée au service des gens ordinaires, lui vaut une popularité supplémentaire.

#### Archontat
Thémistocle a probablement trente ans en 494 av. J.-C., ce qui le qualifie pour devenir archonte, la plus haute des magistratures d'Athènes. Fort de sa popularité, il décide de se présenter à cette fonction et est élu « archonte éponyme », la plus haute fonction gouvernementale l'année suivante (493 av. J.-C.). L'archontat de Thémistocle voit les débuts d'un thème majeur dans sa carrière : le développement de la puissance maritime athénienne. Sous sa direction, les Athéniens commencent la construction d'un nouveau port au Pirée pour remplacer les installations existantes à Phalère. Bien que plus éloigné d'Athènes, le Pirée offre trois ports naturels et peut être fortifié.
Puisqu'Athènes va devenir une puissance essentiellement maritime au Ve siècle av. J.-C., les décisions politiques de Thémistocle ont une importance énorme pour l'avenir d'Athènes, et de la Grèce tout entière. En faisant progresser la puissance navale, Thémistocle préconise probablement une doctrine qu'il juge essentielle pour les perspectives à long terme d'Athènes. Cependant, comme le sous-entend Plutarque, puisque la puissance navale repose sur la mobilisation massive des citoyens ordinaires (thètes) en tant que rameurs, une telle politique met plus de pouvoir entre les mains des Athéniens moyens, et donc entre les mains de Thémistocle lui-même.

#### Première guerre médique

Carte du monde grec au moment des guerres médiques.

À la suite de la révolte de l'Ionie, le roi perse Darius Ier décide de châtier les cités grecques qui avaient apporté leur aide à ses sujets rebelles. Après avoir pris Naxos et Érétrie, l'expédition perse, sur les conseils d'Hippias qui espère reprendre le pouvoir à Athènes, débarque en 490 av. J.-C. sur la plage de Marathon. Thémistocle est alors nouvellement élu stratège et s'illustre au côté d'Aristide dans la victoire décisive à la bataille qui s'ensuit. En effet, après cinq jours de face-à-face, la phalange athénienne et platéenne écrase l'infanterie perse, qui prend la fuite et rembarque au prix de lourdes pertes. L'armée grecque se replie alors rapidement sur Athènes pour empêcher le débarquement de l'autre partie du corps expéditionnaire perse à Phalère. Cette victoire met fin à la première guerre médique.

#### Rivalité avec Aristide
Après la bataille de Marathon, probablement en 489 av. J.-C., Miltiade, le héros de la bataille, est grièvement blessé dans une tentative avortée de prise de Páros. Profitant de son incapacité, la puissante famille des Alcméonides s'arrange pour qu'il soit poursuivi. L'aristocratie athénienne, les aristocrates grecs en général, répugnent à voir une personne devenir individuellement prééminente, et de telles manœuvres sont alors monnaie courante. Miltiade reçoit une amende massive pour le crime d'avoir « trompé le peuple athénien » mais meurt quelques semaines plus tard des suites de sa blessure. À la suite de ce procès, le peuple athénien choisit d'utiliser une nouvelle institution de la démocratie qui faisait partie des réformes clisthéniennes mais était restée jusqu'à présent inutilisée. C'est l'« ostracisme » où chaque citoyen athénien doit écrire sur un tesson de poterie (ostrakon) le nom d'une personnalité politique qu'il souhaite voir exilée pour une période de dix ans. Cela peut avoir été déclenché par les poursuites envers Miltiade et utilisé par les Athéniens pour tenter d'arrêter de tels jeux de pouvoir parmi les familles nobles. Ce qui est sûr, c'est que dans les années qui suivirent, les chefs des grandes familles, dont les Alcméonides, sont exilés. La carrière d'un homme politique à Athènes devient ainsi plus difficile car déplaire à la population risque de conduire à l'exil.
Thémistocle, avec sa base de pouvoir fermement établie parmi les pauvres, agit naturellement pour combler le vide laissé par la mort de Miltiade et, au cours de cette décennie, devient l'homme politique le plus influent d'Athènes. Cependant, la noblesse commence à s'unir autour de l'homme qui allait devenir le grand rival de Thémistocle : Aristide. Celui-ci est présenté comme l'opposé de Thémistocle : vertueux, honnête et incorruptible, et ses partisans l'appellent « le Juste ».
Au cours de la décennie, Thémistocle continue à préconiser l'expansion de la puissance navale athénienne. Les Athéniens sont certainement conscients tout au long de cette période que l'intérêt perse pour la Grèce n'est pas terminé : le fils et successeur de Darius, Xerxès Ier, se prépare pour une nouvelle tentative d'invasion de la Grèce. Thémistocle semble se rendre compte que, pour que les Grecs survivent à l'assaut à venir, il faut une marine grecque capable d'affronter la marine perse, et il tente donc de persuader les Athéniens de construire une telle flotte,. Aristide, en tant que champion des zeugites (de classe supérieure : la « classe des hoplites ») s'oppose vigoureusement à une telle politique.

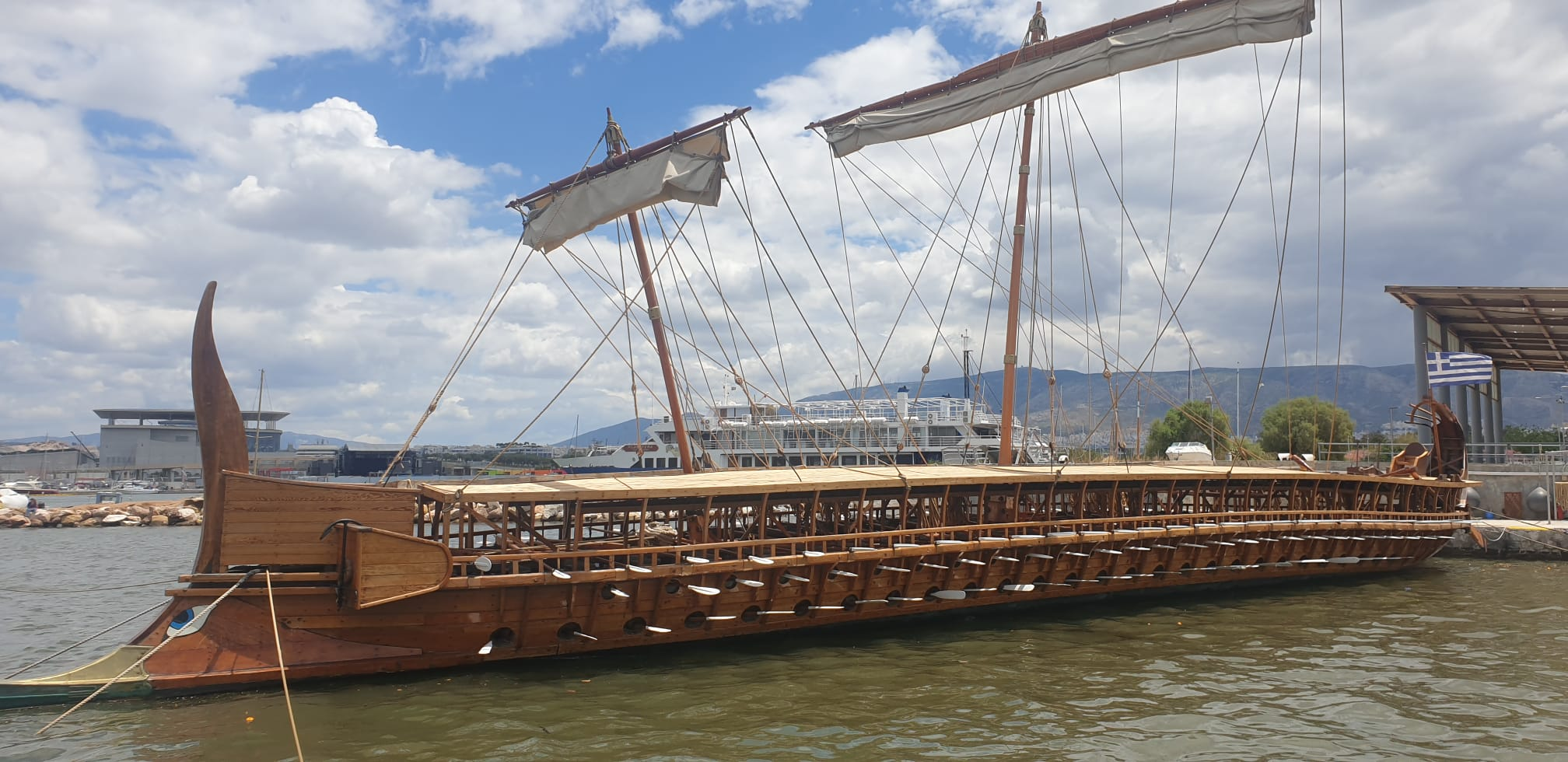
L'Olympias, la réplique d'une trière athénienne et un exemple important d'archéologie expérimentale dans les années 1980. Un éperon en bronze, similaire à l'éperon d'Atlit est visible.

En 483 av. J.-C., un nouveau filon massif d'argent est découvert dans les mines du Laurion. Thémistocle propose que l'argent acquis soit utilisé pour construire une nouvelle flotte de 200 trières, tandis qu'Aristide suggère qu'il soit plutôt distribué aux citoyens athéniens. Thémistocle évite de mentionner la Perse, estimant qu'il s'agit d'une menace trop éloignée pour que les Athéniens agissent, et concentre plutôt son attention sur Égine. À l'époque, Athènes est impliquée dans une guerre de longue date avec cette cité et la construction d'une flotte permettrait aux Athéniens de la vaincre enfin en mer. En conséquence, le discours de Thémistocle porte facilement, bien que seulement 100 navires trières soient construites. Aristide refuse d'approuver cela, et, à l'inverse, Thémistocle n'est pas satisfait que si peu de navires soient construits. La tension entre les deux camps s'accentue au cours de l'hiver, de sorte que l'ostracisme de 482 av. J.-C. devient un concours direct entre Thémistocle et Aristide. Dans ce qui a été vu comme le premier « référendum », Aristide est ostracisé, et la politique de Thémistocle est approuvée. En effet, prenant conscience des préparatifs perses pour l'invasion à venir, les Athéniens votent pour la construction de plus de navires que Thémistocle n'en a initialement demandé. À l'approche de l'invasion perse, Thémistocle est ainsi devenu le principal homme politique d'Athènes.

#### Seconde guerre médique
Les Athéniens, craignant l'immense armée perse, vont d'abord consulter l'oracle d'Apollon à Delphes. Aristonicé, la pythie de Delphes, leur conseille en premier lieu de partir aux extrémités du monde. Cela effraie encore plus les Athéniens, pour qui abandonner Athènes sans se battre est presque inimaginable. Ils décident donc de la consulter une deuxième fois. Elle leur conseille alors de se réfugier « derrière une muraille de bois ». Les Athéniens sont divisés et une partie pense alors à se protéger grâce aux fortifications en bois de l'Acropole. Thémistocle conseille plutôt aux Athéniens de se préparer à un combat naval, car cette muraille de bois signifie la flotte,.

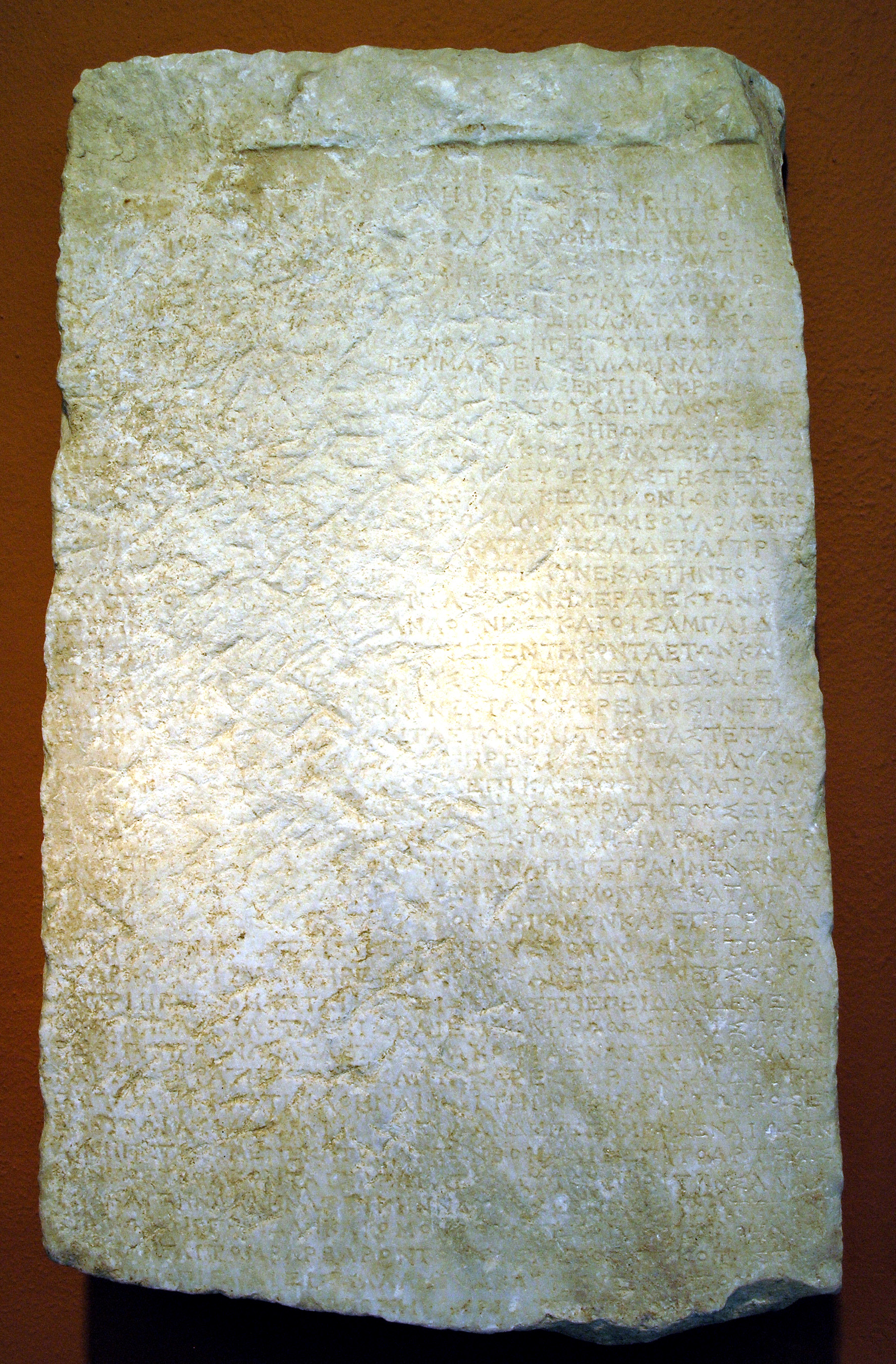
Le « décret de Thémistocle » (ou inscription de Trézène) contenant une ancienne inscription grecque qui indique la stratégie grecque dans les guerres médiques.

En 481 av. J.-C., un « congrès » des cités-États grecques a lieu au cours duquel une alliance est formée contre l'invasion à venir. Les Spartiates et les Athéniens sont les principales forces dans cette alliance, étant les ennemis jurés des Perses. Les Spartiates revendiquent le commandement des forces terrestres, et puisque la flotte grecque alliée est dominée par Athènes, Thémistocle tente de revendiquer le commandement des forces navales. Cependant, les autres puissances navales, dont Corinthe et Égine, refusent de donner le commandement aux Athéniens et Thémistocle fait pragmatiquement marche arrière. En guise de compromis, les Spartiates (une puissance navale insignifiante), en la personne d'Eurybiade, commande les forces navales. Il ressort clairement d'Hérodote, cependant, que Thémistocle est le véritable chef de la flotte alliée.
Le « congrès » se réunit à nouveau au printemps de l'année 480 av. J.-C.. Une délégation thessalienne suggère que les alliés grecs peuvent se rassembler dans l'étroite vallée de Tempé, aux confins de la Thessalie, et ainsi bloquer l'avancée de Xerxès. Un contingent de 10 000 hoplites est envoyé sous le commandement du polémarque spartiate Euenetus et de Thémistocle à cet endroit où ils pensent que l'armée perse doit traverser. Cependant, une fois là-bas, Alexandre Ier de Macédoine les avertit que la vallée peut être contournée par plusieurs autres cols et que l'armée de Xerxès est extrêmement nombreuse ; aussi les Grecs se retirent. Peu de temps après, ils reçoivent la nouvelle que Xerxès a traversé les Dardanelles (Hellespont) sur des ponts de fortune faits de bateaux accrochés entre eux.
Thémistocle développe alors une seconde stratégie. La route vers le sud de la Grèce (Béotie, Attique et Péloponnèse) oblige l'armée de Xerxès à traverser le passage très étroit des Thermopyles. Cela peut facilement être bloqué par les hoplites grecs malgré le nombre écrasant de Perses. De plus, pour empêcher ceux-ci de contourner les Thermopyles par la mer, les marines athéniennes et alliées peuvent bloquer la zone du cap Artémision. Cependant, après la « débâcle » de la vallée de Tempé, il n'est pas certain que les Spartiates soient prêts à quitter à nouveau le Péloponnèse. Afin de les persuader de défendre l'Attique, Thémistocle doit leur montrer que les Athéniens sont prêts à faire tout le nécessaire pour le succès de l'alliance. Concrètement, toute la flotte athénienne doit être envoyée au cap Artémision.
Pour ce faire, chaque homme athénien valide serait tenu de constituer l'équipage des navires. Cela signifie que les Athéniens doivent se préparer à abandonner Athènes, et persuader les Athéniens de faire ce choix est sans aucun doute l'un des moments forts de la carrière de Thémistocle. Comme le dit Holland : « Quelles hauteurs précises d'éloquence il a atteintes, quelles phrases émouvantes et mémorables il a prononcées, nous n'avons aucun moyen de savoir […] ce n'est que par l'effet qu'il a eu sur l'assemblée que nous pouvons mesurer quelle a sûrement dû être sa qualité électrique et vivifiante […] les propositions audacieuses de Thémistocle, mises aux voix, furent ratifiées. Le peuple athénien, face au plus grave moment de péril de son histoire, s'engagea une fois pour toutes pour l'élément étranger de la mer, et fit confiance à un homme dont des ambitions que beaucoup avaient profondément redoutées depuis longtemps ».
Ses propositions acceptées, Thémistocle ordonne que les femmes et les enfants d'Athènes soient envoyés dans la ville de Trézène, en toute sécurité à l'intérieur du Péloponnèse, derrière l'isthme de Corinthe. Il peut alors se rendre à une réunion des alliés grecs, au cours de laquelle il propose sa stratégie : avec la flotte athénienne pleinement engagée dans la défense de la Grèce, les autres Alliés acceptent logiquement ses propositions.

##### Bataille de l'Artémision

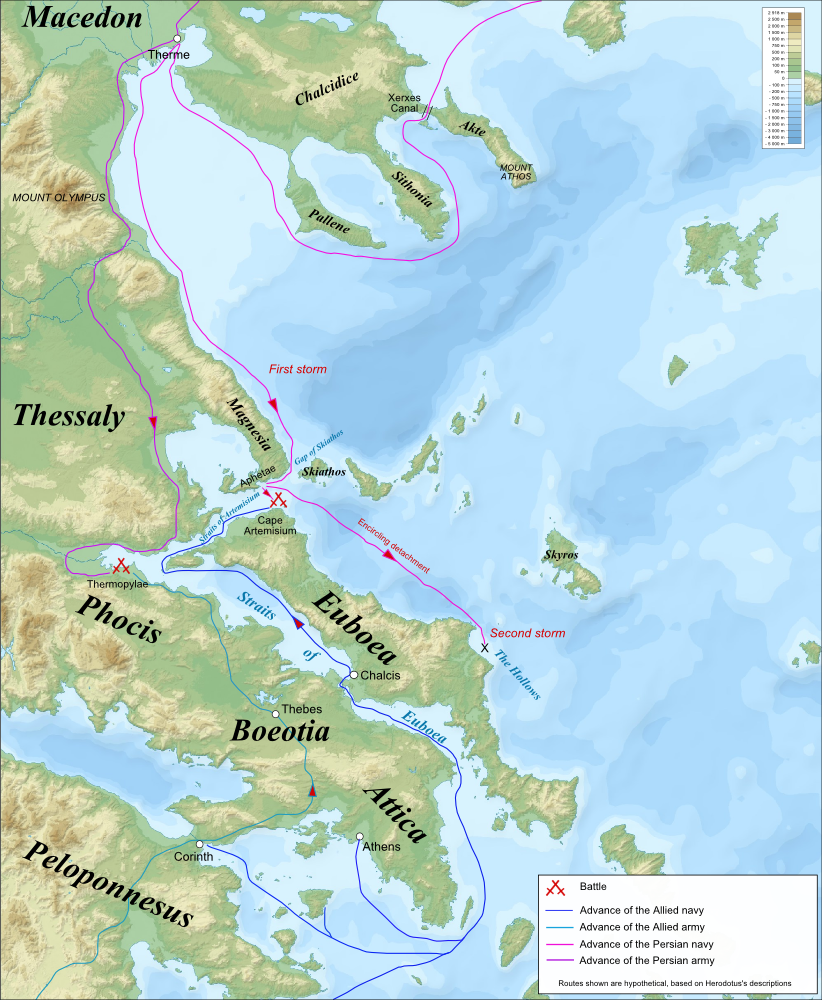
Carte centrée sur l'Eubée avec les lieux des batailles des Thermopyles et de l'Artémision.

Ainsi, en août 480 av. J.-C., alors que l'armée perse approche de la Thessalie, la flotte alliée grecque navigue vers le cap Artémision et l'armée alliée grecque marche elle vers les Thermopyles. Thémistocle prend lui-même le commandement du contingent athénien de la flotte et se rend sur place. Lorsque la flotte perse arrive finalement après un retard important, Eurybiade, le général spartiate qui, selon Hérodote et Plutarque, n'est pas le commandant le plus charismatique qui soit, souhaite s'éloigner sans combattre. Il est en effet effrayé en voyant l'importance numérique de la flotte de Xerxès Ier et préconise de battre en retraite, sans doute aussi pour protéger sa patrie d'origine, le Péloponnèse. La population locale propose une somme d'argent à Thémistocle pour que la flotte reste au cap Artémision, et il en utilise une partie pour soudoyer Eurybiade pour qu'il reste, tout en empochant le reste. À partir de ce moment, Thémistocle semble avoir été plus ou moins responsable de l'effort allié dans cette bataille.
Pendant trois jours de bataille, la flotte alliée grecque tient tête à la flotte perse beaucoup plus importante, tout en subissant des pertes importantes. Sur le continent, l'armée grecque est battue aux Thermopyles et les Perses s'emparent de la Béotie, puis de l'Attique, rendant la présence de la flotte alliée grecque continue au cap Artémision sans importance, et ils partent donc. Les femmes et les enfants d'Athènes sont envoyés en sécurité à Trézène, Égine et Salamine. Selon Hérodote, Thémistocle laisse des messages à chaque endroit où la flotte perse peut s'arrêter pour se ravitailler en eau douce, demandant aux Ioniens de la flotte perse de faire défection, ou du moins de ne pas vraiment se battre. Même si cela ne fonctionne pas, Thémistocle a apparemment l'intention de créer des dissensions dans les rangs perses.

##### Bataille de Salamine
Au lendemain des Thermopyles, la Béotie tombe aux mains des Perses qui rasent Thespies et Platées et avancent alors sur Athènes. Les alliés grecs, principalement des Péloponnésiens, préparent la défense de l'isthme de Corinthe, abandonnant ainsi Athènes aux Perses. Depuis le cap Artémision, la flotte alliée grecque navigue vers l'île de Salamine où les navires athéniens aident à l'évacuation finale d'Athènes. Les contingents du Péloponnèse souhaitent naviguer vers la côte de l'isthme pour concentrer les forces avec l'armée, mais Thémistocle tente de les convaincre de rester dans le détroit de Salamine situé entre l'Attique et l'île de Salamine, invoquant les leçons de la bataille de l'Artémision : « en combattant dans un lieu étroit avec un petit nombre de vaisseaux contre un plus grand, nous remporterons, selon toutes les probabilités de la guerre, une grande victoire, parce qu’un détroit nous est autant avantageux que la pleine mer l’est aux ennemis ». Il ajoute « la bataille dans des conditions proches fonctionne à notre avantage ». Après avoir menacé de naviguer avec tout le peuple athénien en exil en Sicile — Athènes, qui possède deux cents navires, fournit près de la moitié des trières dont disposent les Grecs face aux mille deux-cents navires perses, —, il persuade finalement ses autres alliés, dont la sécurité repose après tout sur la marine athénienne, d'accepter son plan. Par conséquent, même après qu'Athènes est tombée aux mains des soldats de Xerxès Ier qui détruisent la cité et que la marine perse est arrivée au large de Salamine, la marine alliée grecque reste dans le détroit. Thémistocle semble avoir eu pour objectif de mener une bataille qui pourrait paralyser la marine perse et garantir ainsi la sécurité du Péloponnèse.

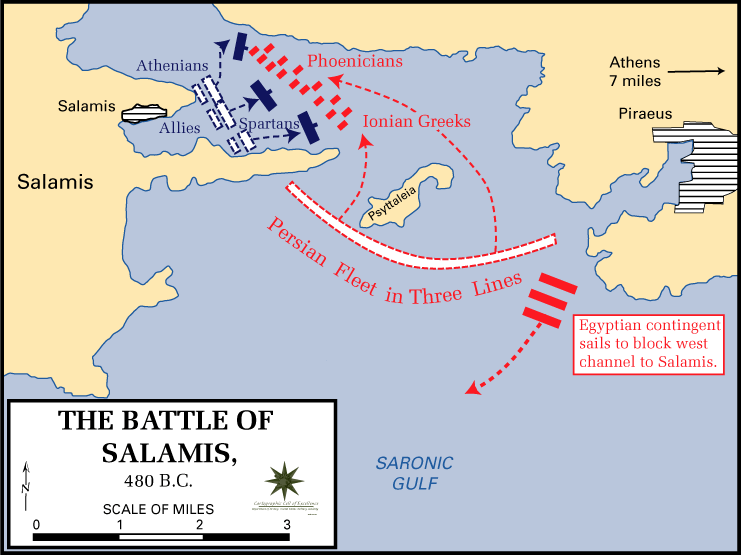
Manœuvres des navires pendant la bataille de Salamine, selon une reconstitution possible. En bleu, les forces alliées ; en rouge, les forces perses.

Pour provoquer cette bataille, Thémistocle utilise un mélange astucieux de subterfuge et de désinformation, exploitant psychologiquement le désir de Xerxès Ier de finir son invasion. Les actions du roi perse indiquent qu'il tient à terminer la conquête de la Grèce en 480 av. J.-C., et pour ce faire, il a besoin d'une victoire décisive sur la flotte alliée. Thémistocle envoie un serviteur, Sicinnos, à Xerxès Ier avec un message proclamant que Thémistocle est « bien intentionné pour le roi » et « préfère le succès de vos armes à celui des Grecs ». Thémistocle affirme que les commandants grecs alliés se disputent, que les Péloponnésiens prévoient d'évacuer cette nuit-là et que pour remporter la victoire, tout ce que les Perses doivent faire c'est de bloquer le détroit. En exécutant cette ruse de guerre, Thémistocle semble avoir tenté d'attirer la flotte perse dans le détroit. Le message a également un objectif secondaire, à savoir qu'en cas de défaite des Grecs, les Athéniens puissent recevoir un certain degré de pitié du roi perse. Dans tous les cas, c'est exactement le genre de nouvelles que Xerxès Ier souhaite entendre et la flotte perse est envoyée dans le détroit. Peut-être trop confiante et n'attendant aucune résistance, la marine perse entre dans celui-ci seulement pour constater que, loin de se désintégrer, la marine alliée grecque est prête à livrer le combat.
Selon Hérodote, après que la marine perse commence ses manœuvres, Aristide arrive au camp allié depuis Égine. Il avait été rappelé d'exil avec les autres Athéniens ostracisés sur l'ordre de Thémistocle, afin qu'Athènes puisse être unie contre les Perses. Aristide indique à Thémistocle que la flotte perse encercle la flotte alliée grecque, ce qui indique à Thémistocle que les Perses sont tombés dans son piège. Les commandants grecs semblent également avoir plutôt bien pris cette nouvelle, ce qui suggère qu'ils sont dans la confidence de la ruse de Thémistocle. Quoi qu'il en soit, les Grecs se préparent au combat et Thémistocle prononce un discours devant les hommes avant qu'ils n'embarquent sur les navires. Dans la bataille qui suit, le côté exigu du fin détroit gêne la marine perse beaucoup plus importante et qui se désorganise, et les Alliés grecs en profitent pour remporter une victoire décisive.
Salamine est le tournant de la seconde guerre médique et des guerres médiques en général. Bien que la bataille ne mette pas fin à l'invasion perse, elle assure effectivement que toute la Grèce ne soit pas conquise et permet aux Alliés grecs de passer à l'offensive en 479 av. J.-C.. Un certain nombre d'historiens estiment que la bataille de Salamine est l'une des batailles les plus importantes de l'histoire humaine,,. Étant donné que le plaidoyer de longue date de Thémistocle pour la puissance navale athénienne permet à la flotte alliée de se battre et que son stratagème provoque la victorieuse bataille de Salamine, il n'est probablement pas exagéré de dire, comme le fait Plutarque, que Thémistocle « […] semble bien avoir été le principal artisan du salut de la Grèce ».

#### Automne et hiver des années 480 et479av. J.-C.

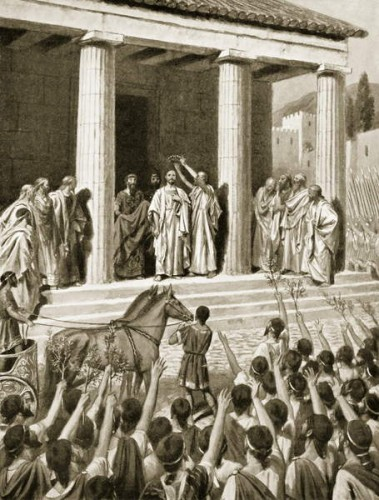
Thémistocle honoré à Sparte par une couronne d'olivier. Illustration d'A.C. Weatherstone, Hutchinson's History of the Nations, 1915.

La victoire alliée à Salamine met fin à la menace immédiate pesant sur la Grèce, et Xerxès Ier retourne en Asie avec le plus gros de ses forces dans la crainte que les Grecs ne piègent son armée en Europe. L'autre partie de son armée est placée sous les ordres de son général Mardonios afin de tenter d'achever la conquête. Mardonios hiverne en Béotie et en Thessalie, et les Athéniens peuvent ainsi retourner dans leur ville, qui a été mise à sac et rasée par les Perses. Pour les Athéniens, et Thémistocle personnellement, l'hiver est éprouvant. Les Péloponnésiens refusent d'accepter de marcher au nord de l'isthme de Corinthe pour combattre l'armée perse et les Athéniens essayent d'infléchir leur position, sans succès.
Au cours de l'hiver, les cités-États grecques tiennent une réunion à Corinthe pour célébrer leur succès et décerner des prix pour leurs réalisations. Cependant, peut-être indisposées par les Athéniens qui soulignent leur rôle à Salamine et demandent une nouvelle action contre les Perses, elles décernent le prix de l'accomplissement civique à Égine,. De plus, bien que les amiraux votent tous pour Thémistocle à la deuxième place, ils votent tous pour eux-mêmes à la première place, de sorte que personne ne remporte le prix de l'accomplissement individuel. En réponse, réalisant l'importance de la flotte athénienne pour leur sécurité et cherchant probablement à satisfaire l'ego de Thémistocle, les Spartiates l'invitent à Sparte,. Là, il reçoit un prix spécial « pour sa sagesse » et les éloges de tous. De plus, Plutarque rapporte qu'aux Jeux olympiques suivants : « […] Thémistocle ayant paru dans le stade, les spectateurs oublièrent les combattants, et eurent, durant tout le jour, les yeux fixés sur lui : ils le montraient aux étrangers, avec des cris d’admiration et des battements de mains. Thémistocle, dans son ravissement, avoua à ses amis que c’était là une digne récompense des peines qu’il s’était données pour la Grèce ».
Après son retour à Athènes en hiver, Plutarque rapporte que Thémistocle fait une proposition à la ville alors que la flotte grecque hiverne à Pagases : « […] Il dit un jour aux Athéniens, en pleine assemblée, qu’il avait un dessein dont l’exécution leur serait avantageuse et salutaire, mais que ce dessein, il ne devait pas le faire connaître au public. Les Athéniens ordonnèrent qu’il le communiquât à Aristide, et qu’il se mît à l’œuvre, si Aristide approuvait. Thémistocle dit à Aristide qu’il avait conçu la pensée de brûler la flotte des Grecs. Aristide rentra dans l’assemblée, et il y déclara que le projet dont Thémistocle méditait l’exécution était à la fois le plus utile et le plus injuste. Les Athéniens ordonnèrent à Thémistocle d’y renoncer ».

#### Printemps et été de l'année 479 av. J.-C.
Comme cela est arrivé à de nombreuses personnalités éminentes de la démocratie athénienne, les concitoyens de Thémistocle deviennent jaloux de son succès et peut-être lassés de sa vantardise. Il est probable qu'au début de l'année 479 av. J.-C., Thémistocle se voit retirer son commandement et c'est Xanthippe — le père de Périclès — qui commande la flotte athénienne et Aristide les forces terrestres. Bien que Thémistocle soit sans aucun doute politiquement et militairement actif pendant le reste de la campagne, aucune mention de ses activités en 479 av. J.-C. n'est faite dans les sources anciennes.
Au cours de l'été de cette année-là, après la réception d'un ultimatum athénien, les Péloponnésiens acceptent finalement de rassembler une armée et de marcher pour affronter Mardonios, qui a envahi l'Attique et détruit Athènes une seconde fois en juin. Lors de la décisive bataille de Platées, les alliés Grecs détruisent l'armée perse — Mardonios y trouvant également la mort —, tandis qu'apparemment le même jour, la marine alliée grecque détruit les restes de la flotte perse lors de la bataille du cap Mycale en Ionie. Cette double victoire complète le triomphe des Grecs et met fin à la menace perse contre la Grèce.

#### Reconstruction d'Athènes

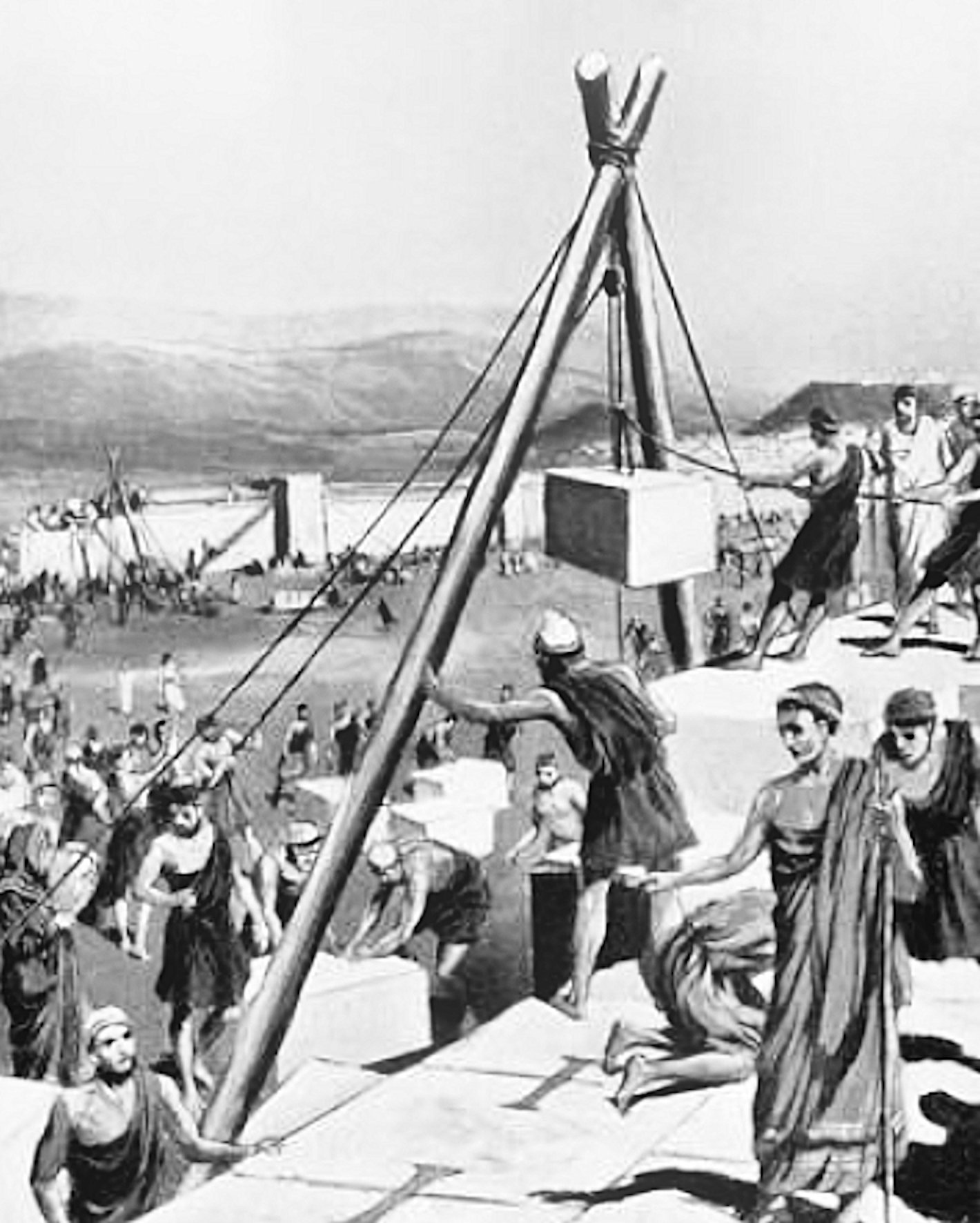
Les Athéniens reconstruisant leur ville sous la direction de Thémistocle. Illustration anonyme, Hutchinson's History of the Nations, 1914.

Quelle que soit la cause de l'impopularité de Thémistocle en 479 av. J.-C., cela ne dure pas longtemps. Diodore de Sicile et Plutarque suggèrent qu'il semble avoir connu une période de popularité relativement longue.
Au lendemain de l'invasion et de la destruction d'Athènes par les Achéménides, les Athéniens commencent à reconstruire leur ville sous la direction de Thémistocle à l'automne de l'année 479 av. J.-C.. Ils souhaitent restaurer les fortifications d'Athènes mais les Spartiates s'y opposent au motif qu'aucun endroit au nord de l'isthme ne doit pouvoir être utilisé par les Perses comme forteresse. Thémistocle exhorte les citoyens à construire les fortifications le plus rapidement possible, puis se rend à Sparte en tant qu'ambassadeur pour répondre aux accusations portées par les Spartiates. Là, il leur assure qu'aucun travail de construction n'est en cours et demande l'envoi d'émissaires à Athènes pour le constater par eux-mêmes. Au moment où ces derniers arrivent, les Athéniens ont fini de construire et les Spartiates sont mis devant le fait accompli, puis emprisonnés lorsqu'ils se plaignent de la présence des fortifications. Avec le recul, Thémistocle en faisant traîner les discussions en longueur, a donné aux Athéniens suffisamment de temps pour fortifier la ville, et ainsi conjurer toute initiative spartiate visant à empêcher la nouvelle fortification d'Athènes. De plus, les Spartiates sont obligés de rapatrier Thémistocle afin de libérer leurs propres ambassadeurs. Cependant, cet épisode crée un passif qui marque le début de la méfiance et du ressentiment spartiate envers Thémistocle.
Pour renforcer les murs de l'Acropole, les Athéniens réutilisent les ruines de l'ancien Parthénon et de l'ancien temple d'Athéna, des spolia. Le « mur de Thémistocle », entourant la ville basse, est construit pour se défendre contre une nouvelle invasion.
Thémistocle s'emploie dès lors à garantir la sécurité d'Athènes, en poursuivant sa politique maritime et en développant des entreprises plus ambitieuses qui augmentent la position dominante de son État natal. Il étend et fortifie le complexe portuaire du Pirée et « a attaché la ville [d'Athènes] au Pirée et la terre à la mer ». Thémistocle vise probablement à faire d'Athènes la puissance navale dominante de la mer Égée. En effet, Athènes crée en 478 av. J.-C. la Ligue de Délos, unissant la puissance navale des îles de la mer Égée et de l'Ionie sous la direction athénienne. Thémistocle introduit des allégements fiscaux pour les marchands et les artisans, afin à la fois d'attirer une main d'œuvre qualifiée et de favoriser le commerce dans la ville afin de faire d'Athènes un grand nœud de commerce. Il demande également aux Athéniens de construire vingt trières par an pour s'assurer que leur domination dans les affaires navales se poursuive. Plutarque rapporte que Thémistocle propose également secrètement de détruire les navires étrangers pour assurer une domination navale complète, mais cela est rejeté par Aristide et le conseil d'Athènes.

### Ostracisme

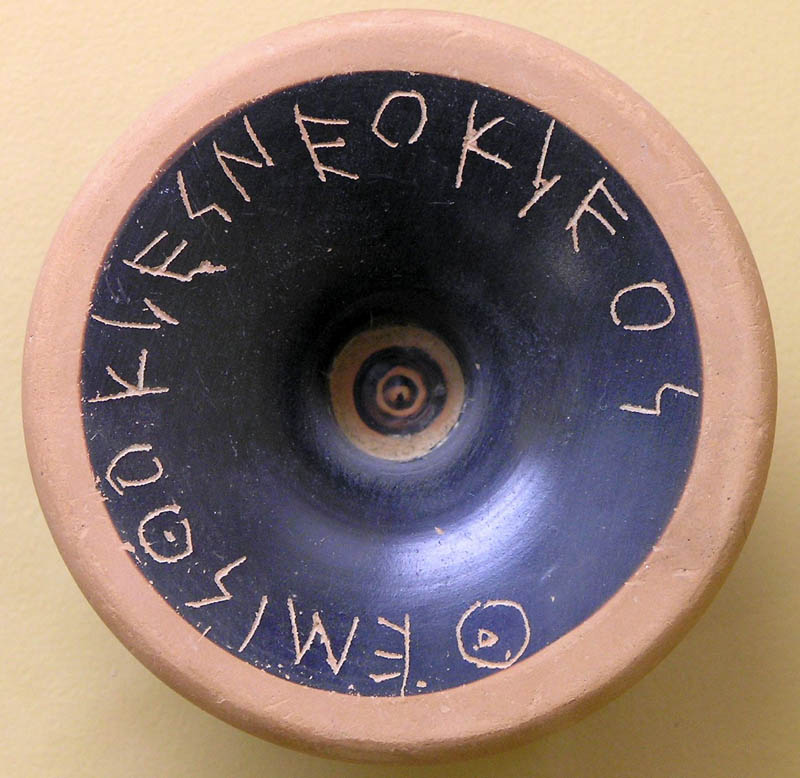
Ostracon portant le nom de « Thémistocle, fils de Néoclès » (musée de l'Agora antique d'Athènes). Il s'agit d'un des ostracons utilisés lors de la première tentative d'ostracisation de Thémistocle en 482 av. J.-C.. Les mentions sont toutes écrites de la même manière, ce qui indiquerait une possible manipulation politique contre Thémistocle : son nom aurait été inscrit à l'avance pour des votants ne sachant pas écrire.

Malgré les services rendus à sa patrie, il semble clair que, vers la fin de la décennie, Thémistocle commence à accumuler un nombre important d'ennemis et passe pour arrogant. Ses concitoyens deviennent jaloux ou craintifs de son prestige et de son pouvoir,. Le poète Timocréon de Rhodes est parmi ses ennemis les plus éloquents, composant des scolies calomnieuses. Pendant ce temps, les Spartiates agissent activement contre lui, essayant de placer Cimon (fils de Miltiade) comme rival de Thémistocle. De plus, après la trahison et la disgrâce du général spartiate Pausanias, les Spartiates tentent d'impliquer Thémistocle dans le complot, sans réussite. À Athènes même, il perd du crédit en construisant un sanctuaire pour Artémis, avec l'épithète Aristobule (« de bon conseil »), près de chez lui dans le quartier de Mélité. Il s'agit d'une référence flagrante à son propre rôle dans la délivrance de la Grèce de l'invasion perse. Finalement, en 472 ou 471 av. J.-C., il est ostracisé,. En soi, cela ne signifie pas que Thémistocle a fait quelque chose de mal car l'ostracisme, selon Plutarque, « n'était pas un châtiment : c'était une satisfaction, un soulagement accordé à l'envie, laquelle aime à rabaisser ceux dont l'élévation lui [Athènes] fait ombrage […] ».

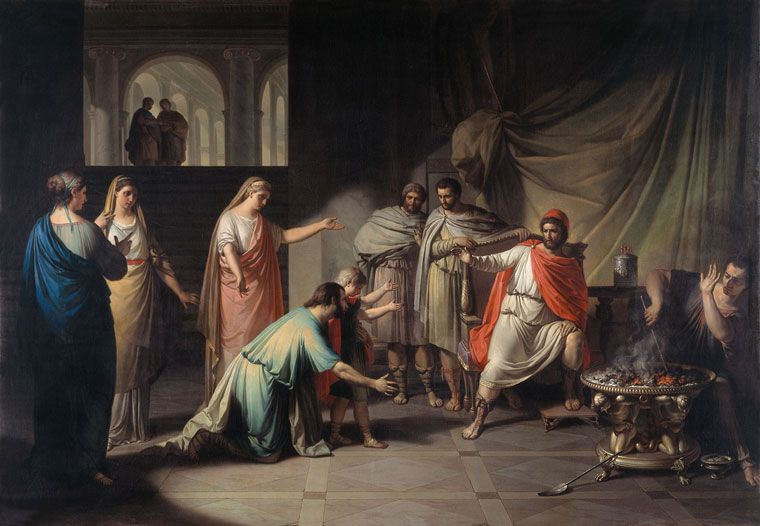
Thémistocle trouvant refuge chez le roi Admète par Franz Caucig (1801).

Thémistocle se réfugie dans un premier temps à Argos. Cependant les Spartiates, percevant qu'ils ont maintenant une excellente occasion de « faire tomber » Thémistocle pour de bon, portent de nouveau contre lui des accusations de complicité dans la trahison de Pausanias. Ils exigent qu'il soit jugé par un « Congrès des Grecs », plutôt qu'à Athènes, bien qu'il semble qu'en fin de compte, il ait été effectivement convoqué à Athènes pour y être jugé. Réalisant peut-être qu'il a peu d'espoir de survivre à ce procès, Thémistocle s'enfuit, d'abord à Corfou (Corcyre) où il avait autrefois exercé le rôle d'arbitre dans une querelle avec Corinthe, puis en Épire auprès d'Admète, roi des Molosses. La fuite de Thémistocle ne sert probablement qu'à convaincre ses accusateurs de sa culpabilité, et il est déclaré traître à Athènes, ses biens devant être confisqués. Diodore de Sicile et Plutarque considèrent tous deux que les accusations sont fausses et faites uniquement dans le but de détruire Thémistocle. Les Spartiates envoient des émissaires auprès d'Admète, menaçant que toute la Grèce entrerait en guerre avec les Molosses à moins qu'ils ne livrent Thémistocle. Admète, cependant, permet à Thémistocle de s'échapper, lui donnant une grosse somme d'or pour l'aider sur son chemin. Thémistocle s'enfuit alors de Grèce, apparemment pour ne jamais revenir, mettant ainsi fin à sa carrière politique en Grèce.

### Vie ultérieure dans l'empire achéménide, mort et descendants
D'Épire, Thémistocle s'enfuit apparemment à Pydna d'où il prend un bateau pour l'Asie Mineure (Anatolie). Ce navire est poussé par une tempête à Naxos, qu'une flotte athénienne est en train d'assiéger. Désireux d'éviter les autorités judiciaires, Thémistocle, qui voyage sous une fausse identité, se révèle au capitaine du bateau et le menace de dire aux Athéniens, s'il n'est pas conduit en sécurité, qu'il a soudoyé le navire pour le prendre. Selon Thucydide, qui a écrit de mémoire d'homme sur les événements, le navire rejoint finalement Éphèse sans encombre, où Thémistocle débarque. Plutarque, lui, fait amarrer le navire à Cymé en Éolide, tandis que Diodore n'indique pas comment Thémistocle se rend en Asie. Diodore et Plutarque racontent ensuite une histoire similaire, à savoir que Thémistocle reste brièvement avec une connaissance (Lysithèides ou Nicogène) qui connaît également le roi perse, Artaxerxès Ier. Puisqu'il y a une prime sur la tête de Thémistocle, cette connaissance conçoit un plan pour transporter sans risque Thémistocle à la cour du roi perse dans une sorte de carriole couverte avec laquelle les concubines du roi voyagent. Les trois chroniqueurs conviennent que la prochaine action de Thémistocle est de contacter le roi perse : selon Thucydide, c'est par lettre, tandis que Plutarque et Diodore indiquent une rencontre en face à face avec le roi. L'esprit est pourtant le même dans les trois : Thémistocle se présente au roi et cherche à entrer à son service : « Je suis, ô roi, Thémistocle l’Athénien. Banni et persécuté par les Grecs, je viens chercher asile près de toi. J’ai fait bien du mal aux Perses ; mais je leur ai fait plus de bien encore, en empêchant qu’on les poursuivît ; quand la Grèce était sauvée, et mon pays hors de danger, il m’était bien permis de vous rendre quelque service. Aujourd’hui, mes sentiments sont conformes à ma fortune ; et je viens également disposé ou à recevoir tes bienfaits, si ton ressentiment est calmé, ou à le détourner, s’il subsiste encore. Mes ennemis te seront témoins des services que j’ai rendus aux Perses : que mon malheur te serve donc à faire éclater ta vertu, plutôt qu’à satisfaire ta vengeance. Choisis, ou de sauver la vie à un suppliant, qui vient se livrer à toi, ou de perdre un ennemi déclaré des Grecs ».

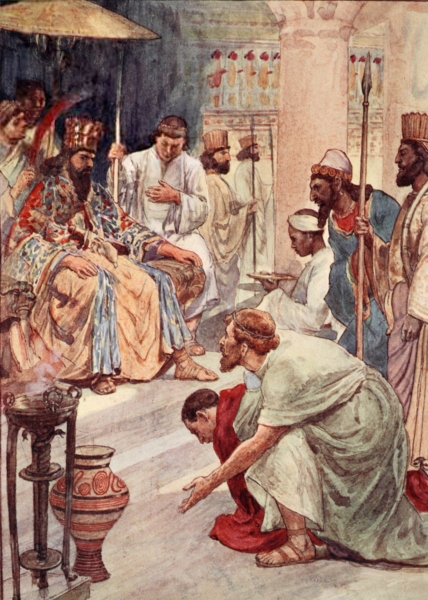
Thémistocle devant le roi Artaxerxès Ier. Illustration de William Rainey, Plutarch's Lives for Boys and Girls, 1910.

Thucydide et Plutarque indiquent que Thémistocle demande une année de grâce pour apprendre la langue et les coutumes des Perses, après quoi il servirait le roi, et Artaxerxès le lui accorde. Plutarque ajoute que, comme il est possible de l'imaginer, Artaxerxès Ier est ravi qu'un ennemi aussi dangereux et illustre vienne le servir, allant jusqu'à crier « j’ai Thémistocle l’Athénien ! » pendant son sommeil.
À un certain moment de ses voyages, la femme et les enfants de Thémistocle sont exfiltrés d'Athènes par un ami et le rejoignent en exil. Ses amis réussissent également à lui envoyer beaucoup de ses biens, bien que jusqu'à cent talents de ceux-ci lui aient été confisqués par les Athéniens. Quand, après un an, Thémistocle revient à la cour du roi, il semble avoir un impact immédiat, et « il a atteint […] une très haute considération là-bas, telle qu'aucun Hellène n'en a jamais possédée auparavant ou depuis ». Plutarque raconte que « les honneurs qu’on faisait aux étrangers n’approchaient nullement de ceux que recevait Thémistocle. Thémistocle était de toutes les parties de chasse du roi, de tous ses divertissements d’intérieur. Le roi le présenta même à la reine sa mère, qui l’admit dans sa familiarité […] ». Thémistocle conseille le roi sur ses relations avec les Grecs, bien qu'il semble que pendant une longue période, le roi soit distrait par des événements ailleurs dans l'Empire, et ainsi Thémistocle « vécut longtemps paisible ». Il est nommé gouverneur du district de Magnésie sur le fleuve Méandre en Asie Mineure, et se voit attribuer les revenus de trois villes : Magnésie du Méandre (environ 50 talents par an — « pour le pain »), Myonte (« pour opson (en) » — la base des repas) et Lampsaque (« pour le vin »). Selon Plutarque, Néanthès de Cyzique et Phanias en signalent deux autres, la ville de Scepsis (« pour les vêtements ») et la ville de Percote (« pour la literie et les meubles de sa maison »), toutes deux près de Lampsaque.

#### Exilés grecs chez les Perses
Thémistocle est l'un des nombreux aristocrates grecs qui se réfugient dans l'Empire achéménide à la suite de renversements chez eux. D'autres célèbres personnalités étant Hippias, Démarate de Sparte, Gongylos ou plus tard Alcibiade. En général, ceux-ci sont généreusement accueillis par les rois achéménides et reçoivent des concessions de terres pour les soutenir, régnant ainsi sur diverses villes d'Asie Mineure. À l'inverse, certains satrapes achéménides sont accueillis en exil dans les cours occidentales, comme Artabaze,.

#### Premier portrait d'un souverain sur une monnaie
Les pièces de monnaie sont les seuls documents contemporains restants de l'époque de Thémistocle. Tandis que bon nombre des premières pièces de monnaie de l'Antiquité affichent les images de divers dieux ou des symboles, les premiers portraits de véritables dirigeants n'apparaissent qu'au Ve siècle av. J.-C. Thémistocle est probablement le premier souverain à émettre des pièces de monnaie avec son portrait personnel, en tant que gouverneur achéménide de Magnésie en 465-459 av. J.-C.. Thémistocle se trouvait peut-être dans une position unique où il pouvait transférer la notion de portrait individuel, déjà courante dans le monde grec, et en même temps exercer un pouvoir dynastique lui permettant d'émettre ses propres pièces et de les illustrer comme bon lui semblait. Cependant, il est aussi possible que ses pièces de monnaie aient représenté Zeus plutôt que lui-même.
Au cours de sa vie, Thémistocle est connu pour avoir érigé deux statues à lui-même, l'une à Athènes et l'autre à Magnésie du Méandre, ce qui donne du crédit à la possibilité qu'il se soit également illustré sur ses pièces. La statue de Thémistocle à Magnésie du Méandre a illustré le revers de certaines des pièces magnésiennes de l'empereur romain Antonin le Pieux au IIe siècle.
Les dirigeants de Lycie, producteurs prolifiques de pièces de monnaie, ont suivi son exemple vers la fin du Ve siècle en affichant le portrait de leurs dirigeants,. À partir de l'époque d'Alexandre le Grand, le portrait du souverain émetteur devient une caractéristique standard et généralisée de la monnaie.

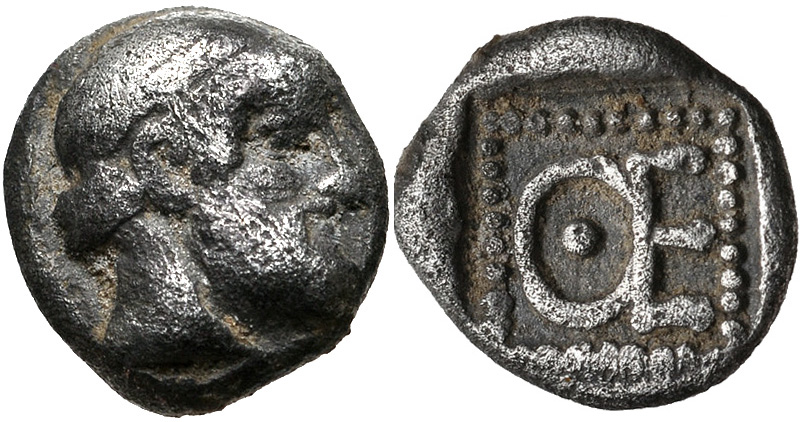
Pièce de Thémistocle en tant que gouverneur de Magnésie (vers 465-459 av. J.-C.). Avers : tête de Zeus. Revers : lettres « ΘΕ », initiales de Thémistocle.
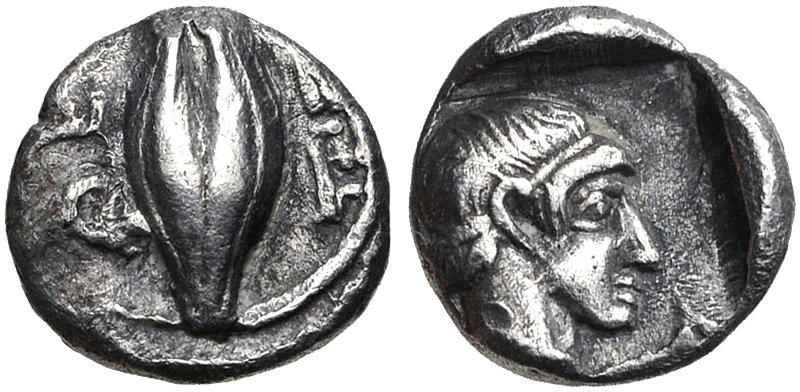
Pièce de Thémistocle en tant que gouverneur de Magnésie (vers 465-459 av. J.-C.). Avers : grain d'orge et lettres « ΘΕ » à gauche. Revers : portrait possible de Thémistocle.
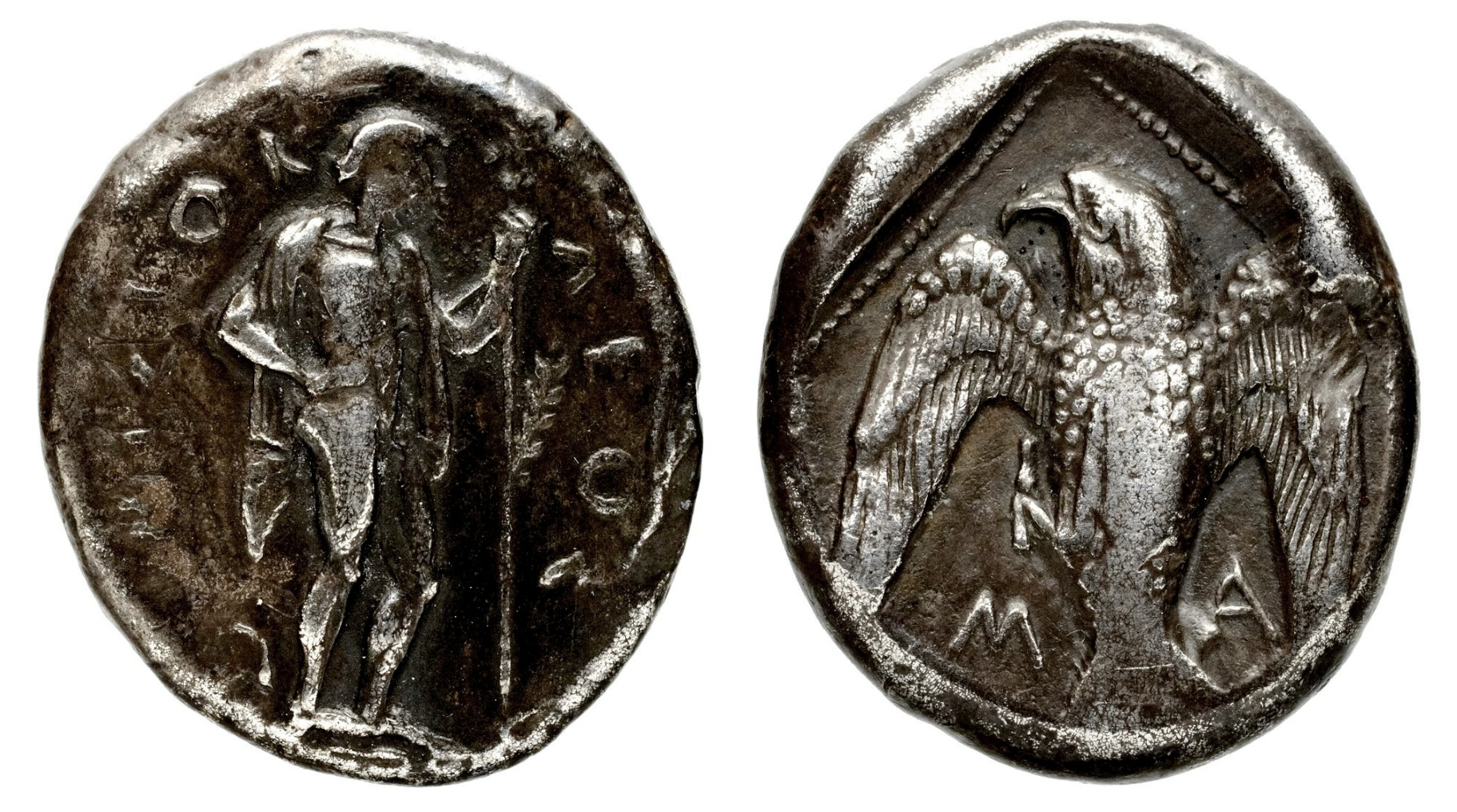
Didrachme de Thémistocle en Magnésie. Avers : Apollon debout en chlamyde, légende autour : ΘΕΜΙΣΤΟΚ-ΛΕΟΣ (Themistokles). Revers : aigle avec les lettres « MA » (Magnesia)[80].
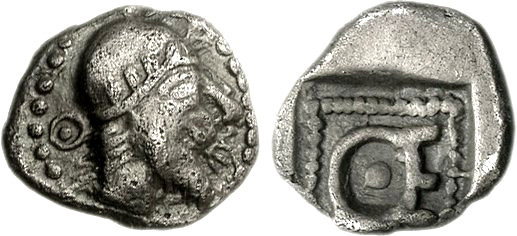
Hémiobole de Thémistocle en Magnésie (vers 465-459 av. J.-C.) où il est montré portant un bonnet serré avec une couronne d'olivier (une coiffe similaire peut être vue sur la monnaie de Kherei (en))[87]. Cela reflète peut-être les bonnets des satrapes achéménides, comme on le voit dans la Tête d'Héraclée du Pont (en)[88]. Les initiales « ΘΕ » sont visibles autour du portrait et au revers[87].

#### Mort

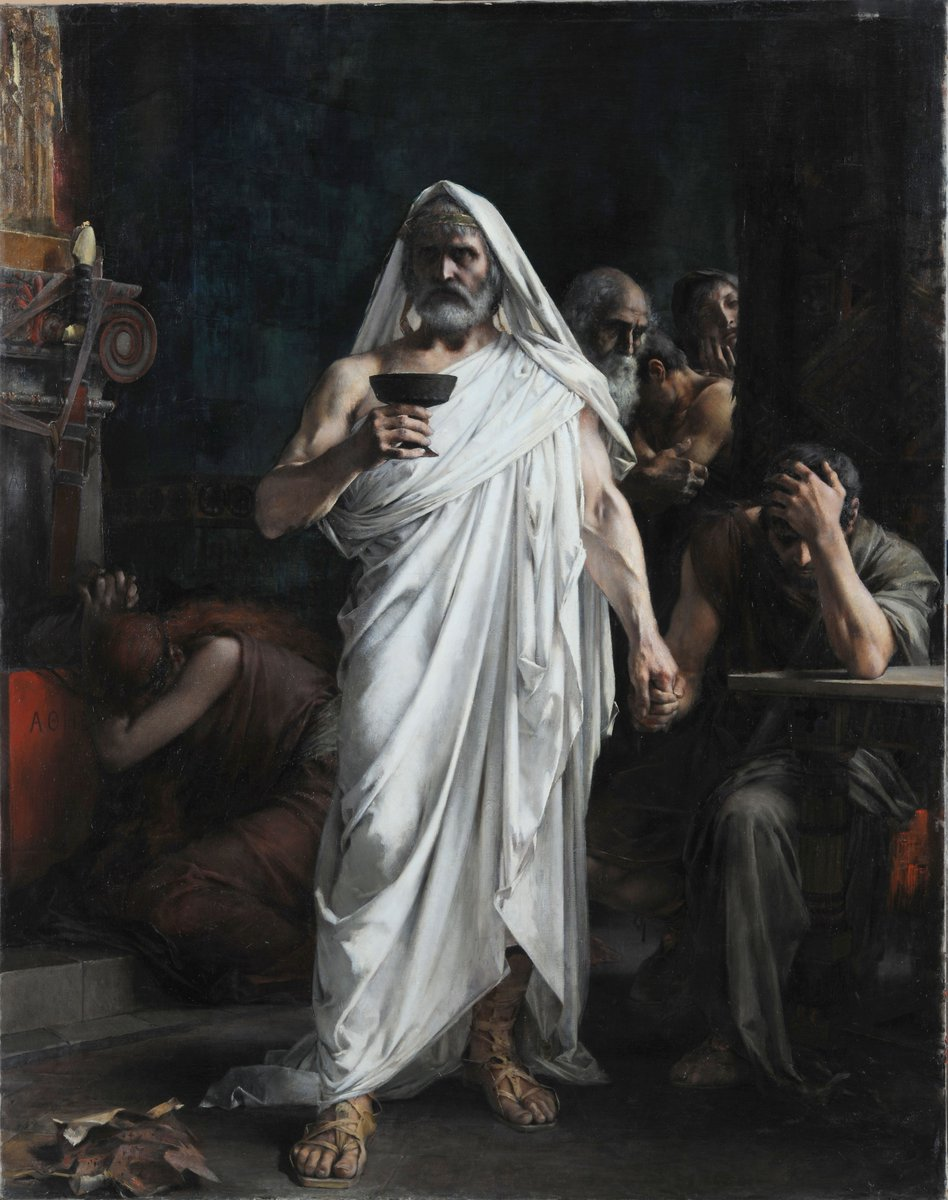
Thémistocle buvant le poison, toile d'Henri-Camille Danger, 1887.

Thémistocle meurt à Magnésie du Méandre en 459 av. J.-C., à l'âge de 65 ans. Selon Thucydide, de causes naturelles, mais, peut-être inévitablement, il y a aussi des rumeurs entourant sa mort, disant « qu'il lui était impossible de tenir les promesses qu’il avait faites au roi » et que ne voulant pas suivre l'ordre du roi de faire la guerre à Athènes — ses concitoyens —, il s'est suicidé en prenant du sang de taureau ou du poison. Plutarque fournit la version la plus évocatrice de cette histoire : 

« Mais la révolte de l’Égypte, soutenue par les Athéniens, et les progrès de la flotte des Grecs, qui s’était avancée jusqu’à Chypre et aux côtes de la Cilicie, et enfin toute la mer soumise par Cimon, tournèrent la pensée du roi du côté des Grecs : il songea à s’opposer à leurs entreprises, et à les empêcher de se fortifier contre lui. Déjà ses troupes se mettaient en mouvement, et les généraux se rendaient à leurs postes. Des courriers sont expédiés à Magnésie, et ils portent à Thémistocle, au nom du roi, l’ordre de prendre en main le commandement de l’expédition contre les Grecs, et de s’acquitter de ses promesses. Mais Thémistocle ne retrouva plus dans son cœur assez de ressentiment contre ses concitoyens ; et la gloire et la puissance qui lui étaient offertes ne purent pas davantage le décider à la guerre. Peut-être croyait-il le succès impossible ; car la Grèce avait alors plus d’un grand général, entre autres Cimon, qu’un bonheur singulier accompagnait dans toutes ses entreprises. Mais un motif surtout l’arrêtait, c’était la honte qu’il y aurait, pour lui, à flétrir la gloire de ses exploits et tant de trophées illustres. Aussi prit-il la magnanime résolution de couronner sa vie par une fin digne de lui. Il fit un sacrifice aux dieux, assembla ses amis ; et, après un embrassement d’adieu, il but, suivant la tradition vulgaire, du sang de taureau, ou, comme d’autres disent, un poison très-actif. C’est ainsi qu’il mourut à Magnésie, âgé de soixante-cinq ans, après une vie passée presque tout entière dans l’administration des affaires publiques et dans le commandement des armées. L’admiration du roi pour Thémistocle s’accrut encore, dit-on, quand il eut appris la cause et le genre de sa mort ; et toujours depuis il traita avec une grande bonté sa famille et ses amis »

— Plutarque, Vies des hommes illustres.
La rumeur dit qu'après sa mort, les os de Thémistocle sont transportés en Attique conformément à ses souhaits et enterrés en secret dans son sol natal. Les Magnésiens construisent un tombeau sur leur marché pour Thémistocle, qui se tenait encore à l'époque de Plutarque, et ils continuent à consacrer une partie de leurs revenus à la famille de Thémistocle. Cornélius Népos au Ier siècle av. J.-C. écrit sur une statue de Thémistocle visible dans le forum de Magnésie. La statue apparaît également sur un type de pièce de monnaie de l'empereur romain Antonin le Pieux frappé en magnésie au IIe siècle.

#### Succession et descendants

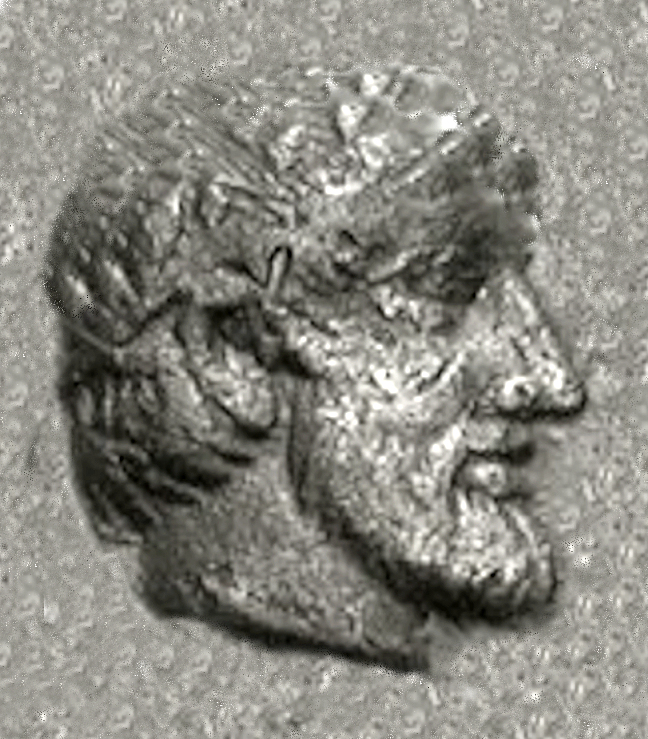
Portrait d'un dirigeant arborant la couronne d'olivier sur une pièce de monnaie de Magnésie (vers 459 av. J.-C.). Il s'agit d'Archéptolis, fils de Thémistocle.

Archéptolis, fils de Thémistocle, devient gouverneur de Magnésie après la mort de son père vers 459 av. J.-C.,,,. Archéptolis frappe également sa propre monnaie d'argent alors qu'il dirige la Magnésie, et il est probable qu'une partie de ses revenus continue à être cédée aux Achéménides en échange du maintien de leur concession territoriale,. Thémistocle et son fils forment ce que certains auteurs ont appelé « une dynastie grecque dans l'Empire perse ».
D'une seconde épouse, Thémistocle a également une fille nommée Mnésiptoléma (ru), qu'il nomme prêtresse du temple de Dindymene (en) en Magnésie avec le titre de « Mère des Dieux ». Mnésiptoléma épouse son demi-frère Archéptolis, les mariages homopatriques (mais pas homométriques) étant autorisés à Athènes. Thémistocle a également plusieurs autres filles, nommées Nicomaché, Asia, Italia, Sybaris et probablement Hellas, qui a épousé l'exilé grec en Perse Gongylos et dispose encore un fief en Anatolie persane en 400-399 av. J.-C. en tant que veuve.
Thémistocle a également trois autres fils, Dioclès, Polyeucte et Cléophante, ce dernier étant peut-être un dirigeant de Lampsaque. L'un des descendants de Cléophante a publié un décret à Lampsaque vers 200 av. J.-C. mentionnant une fête pour son propre père, également nommé Thémistocle, qui avait été un bienfaiteur pour la ville. Plus tard, Pausanias le Périégète écrit que les fils de Thémistocle « semblent être revenus à Athènes », qu'ils dédient une peinture de Thémistocle au Parthénon et qu'ils érigent une statue de bronze à Artémis, la déesse de Magnésie, sur l'Acropole d'Athènes,. Ils sont peut-être revenus d'Asie Mineure à un âge avancé, après 412 av. J.-C., lorsque les Achéménides reprennent en main les cités grecques d'Asie, et ils ont peut-être été expulsés par le satrape achéménide Tissapherne entre 412 et 399 av. J.-C.. En effet, à partir de 414 av. J.-C., le roi Darius II commence à en vouloir à la puissance athénienne croissante dans la mer Égée et fait conclure une alliance avec Sparte contre Athènes via Tissapherne, ce qui en 412 av. J.-C. conduit à la conquête perse de la plus grande partie de l'Ionie.
Plutarque au Ier siècle indique qu'il a rencontré à Athènes un descendant direct de Thémistocle (également appelé Thémistocle) qui recevait encore des revenus d'Asie Mineure, 600 ans après les événements en question.

## Postérité

### Caractère

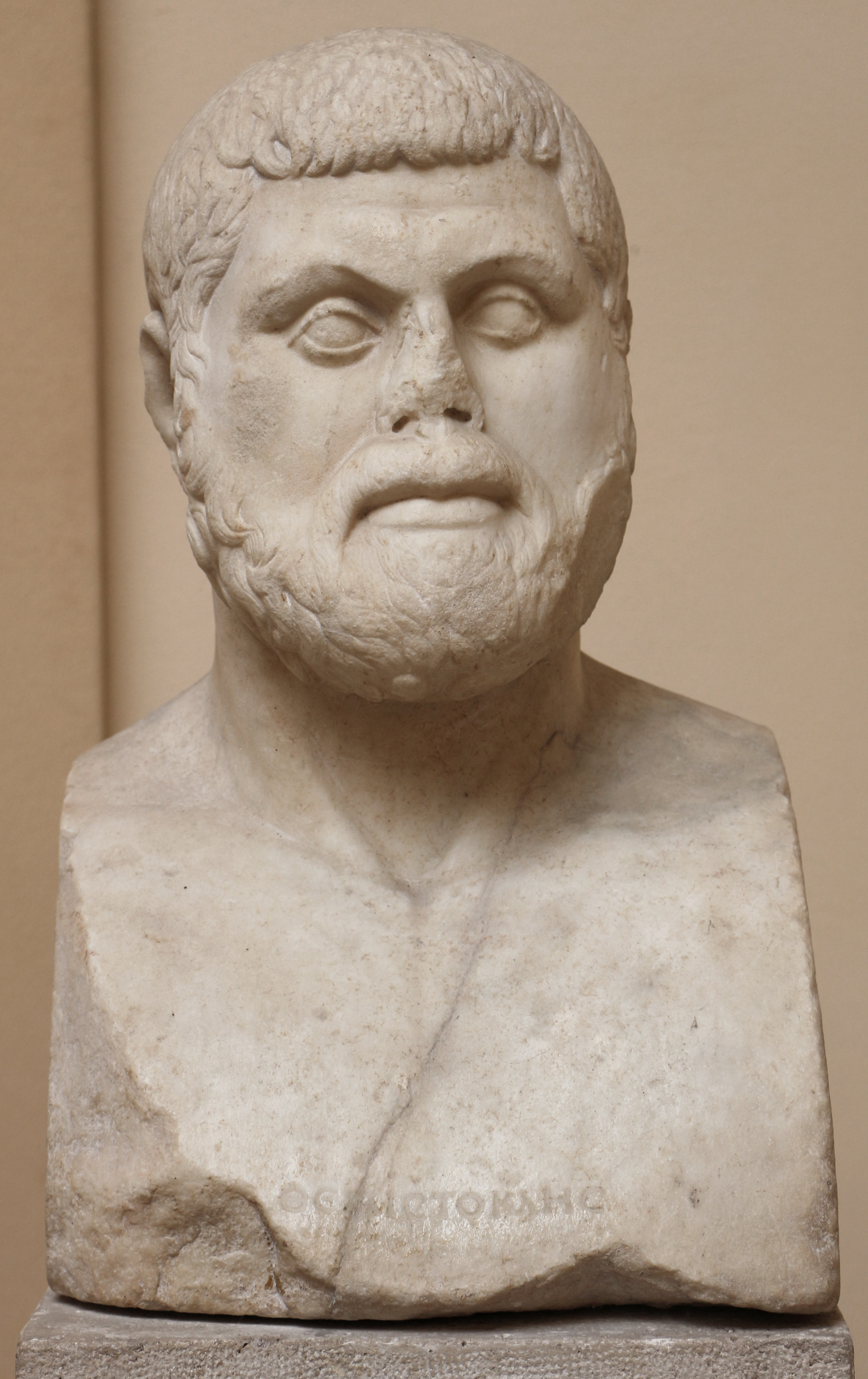
Conservé au musée archéologique d'Ostie, ce buste romain de Thémistocle est basé sur un original grec issu de la sculpture grecque classique. L'original perdu, daté d'environ 470 av. J.-C., a été décrit comme le premier vrai portrait d'un individu européen.

Doué, hardi, éloquent, avide de gloire et de richesses, fougueux, vaniteux et ambitieux, Thémistocle montre une absence totale de scrupules, mais a toutes les qualités d'un grand homme d'État, avec la capacité de voir à long terme, et le courage de défendre et d'imposer ses idées. Il est possible de tirer quelques conclusions sur le caractère de Thémistocle. Son trait le plus évident est peut-être son importante ambition. Il est ainsi rapporté par différents auteurs : « nul ne porta jamais l’ambition aussi loin que Thémistocle » et « il aspirait à une fonction publique comme un homme en délire pourrait avoir envie d'un remède ». Il est fier et vaniteux, ainsi que soucieux de la reconnaissance de ses actes. Son rapport au pouvoir est d'une nature particulièrement personnelle : alors qu'il désire sans aucun doute le meilleur pour Athènes, nombre de ses actions paraissent également faites dans son propre intérêt. Il semble également être corrompu — du moins selon les normes modernes — et est connu pour son penchant pour les pots-de-vin. Thémistocle aime le luxe et son orgueil tyrannique irrite beaucoup de ses compatriotes : Aristide le Juste l'accuse notamment de détournement d'argent public.

Pourtant, face à ces traits négatifs, il y a un génie et un talent apparemment naturel pour le commandement. Thucydide dresse un portrait élogieux du stratège athénien : 

« Thémistocle avait montré, d’une manière certes bien frappante, jusqu’où peut aller le génie de l’homme. À ce titre, en quelque sorte, il a plus qu’un autre des droits à notre admiration. Grâce à une sagacité naturelle, sans avoir préparé son esprit, sans avoir redressé son jugement par aucune étude antérieure ou subséquente, un instant de réflexion lui suffisait pour décider sûrement du présent. Quant aux événements à venir les plus éloignés, il en embrassait toute la série par l’excellence de ses conjectures. Tout ce qui était de son ressort, il le développait avec netteté ; pour les objets dont la pratique lui manquait, il n’était jamais incapable d’en juger sainement. Quelque obscure que parût une affaire, il en discernait avec succès le côté favorable ou contraire ; et pour tout dire en un mot, par les seules forces de la nature et avec peu d’efforts, il excellait à saisir à l’instant même l’à-propos des circonstances »

— Thucydide, La Guerre du Péloponnèse.
Thémistocle est sans aucun doute intelligent, mais possède aussi une ruse naturelle : « le fonctionnement de son esprit [est] infiniment mobile et serpentin ». Thémistocle est évidemment sociable et semble avoir bénéficié d'une forte loyauté personnelle de la part de ses amis. En tout cas, il semble que ce soit le mélange particulier de vertus et de vices de Thémistocle qui fait de lui un homme politique si efficace. 
Thémistocle s'oppose à Cimon, fils de Miltiade le Jeune, sur la stratégie à employer pour assurer l'hégémonie athénienne, Thémistocle estimant que la principale menace viendrait de Sparte et non des Perses. Ses opinions médisantes sont moquées par le poète lyrique Timocréon de Rhodes, qu'il aurait par ailleurs trahi en ne le rapatriant pas sur Rhodes, malgré paiement, et alors qu'il naviguait en mer Égée à la suite du repli des Perses, après leur défaite à Salamine.
Entre autres traits d'humour que lui attribue Plutarque, il y a celui-ci : comme le fils de Thémistocle abusait de la tendresse de sa mère, et se servait d'elle pour gouverner son père, Thémistocle remarque en plaisantant que son fils a plus de pouvoir qu'aucun Grec ; « […] les Athéniens commandent aux Grecs, moi aux Athéniens, sa mère à moi ; et lui à sa mère ». D'après Thucydide, Thémistocle et Pausanias sont « les deux hommes de leur temps qui jetèrent le plus grand éclat ».

### Réputation historique

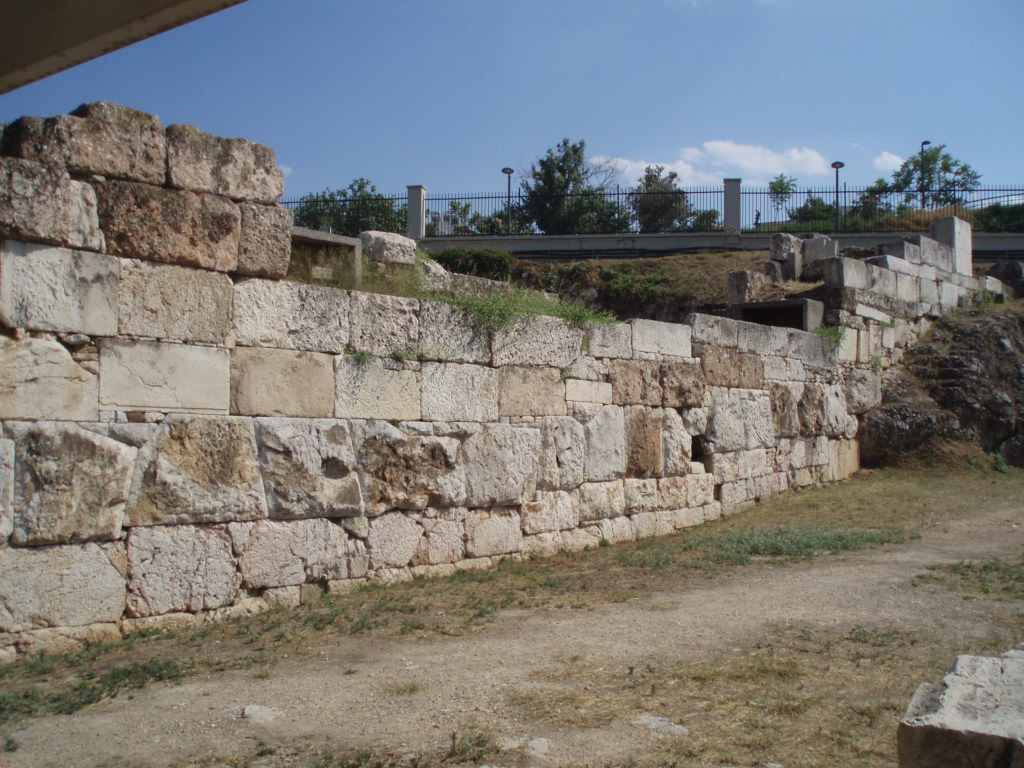
Ruines du mur de Thémistocle dans le quartier du Céramique à Athènes.

Thémistocle meurt avec une réputation très faible, étant considéré comme un traître par le peuple athénien : le « sauveur de la Grèce » est devenu l'ennemi de la liberté Cependant, sa réputation à Athènes est réhabilitée par Périclès dans les années 450 av. J.-C., et au moment où Hérodote écrit, il est à nouveau considéré comme un héros. Thucydide tient évidemment Thémistocle dans une certaine estime et est inhabituellement flatteur dans ses éloges pour lui. Diodore de Sicile fait également l'éloge de Thémistocle, allant jusqu'à offrir une justification de la longueur avec laquelle il en parle : « maintenant, au sujet des hauts mérites de Thémistocle, même si nous nous sommes trop longuement attardés sur le sujet dans cette digression, nous avons cru qu'il n'était pas convenable de laisser sa grande [habileté] non enregistrée ». En effet, Diodore de Sicile, dont l'histoire comprend Alexandre le Grand et Hannibal Barca, va jusqu'à dire que « […] si un homme, mettant l'envie de côté, estimera de près non seulement les dons naturels de l'homme mais aussi ses réalisations, il constatera que sur les deux points, Thémistocle occupe la première place parmi tous ceux dont nous avons des preuves. Par conséquent, on peut bien être étonné que les Athéniens aient voulu se débarrasser d'un homme d'un tel génie ».
Plutarque offre une vision plus nuancée de Thémistocle, avec plus d'une critique de son caractère. Il ne conteste pas ses réalisations, mais souligne également ses échecs.
Napoléon Ier s'est comparé à Thémistocle après la bataille de Waterloo (1815), dans sa lettre de reddition : « en butte aux factions qui divisent mon pays, et à l’inimitié des plus grandes puissances de l’Europe, j’ai terminé ma carrière politique. Je viens, comme Thémistocle, m’asseoir sur le foyer du peuple britannique ; je me mets sous la protection de ses lois, que je réclame de Votre Altesse Royale, comme celle du plus puissant, du plus constant, du plus généreux de mes ennemis ».

### Héritage politique et militaire

Carte de l'Empire athénien en 431 av. J.-C., avant la guerre du Péloponnèse.

Le nom de Thémistocle est généralement associé à la démocratie, au même titre que ceux de Périclès, Éphialtès et Cléon, même si celle-ci n'a pas encore réellement vu le jour. En effet, pour Thémistocle, Athènes ne peut exercer son hégémonie en Grèce, notamment contre Sparte, et se protéger des Perses qu'en développant sa flotte : « sur terre, disait-il, nous ne sommes pas en état de résister même à nos voisins ; au lieu qu’avec des forces maritimes, nous pourrions et repousser les barbares, et commander à la Grèce ». Or, jusque-là, la guerre est le fait d'une élite capable de payer son équipement, les hoplites. Le développement de la flotte par Thémistocle renforce le pouvoir des marins, des hommes du peuple, contre les nobles. C'est là l'embryon d'une forme d'égalité qui suscite l'opposition aristocratique, notamment celle de Cimon, fils de Miltiade le Jeune. D'après Plutarque, il est reproché à Thémistocle d'avoir arraché aux Athéniens « la pique et le bouclier, pour les réduire au banc et à la rame ». Sa politique navale a finalement un impact durable sur Athènes : Plutarque précisant que Thémistocle amène « insensiblement la cité à se tourner et à descendre vers la mer ».
Sans aucun doute, la plus grande réussite de la carrière de Thémistocle est d'avoir empêché l'invasion de la Grèce par Xerxès Ier. Contre toute attente, la Grèce résiste et la culture grecque classique, si influente dans la civilisation occidentale, peut se développer. De plus, la doctrine de Thémistocle sur la puissance navale athénienne et l'établissement d'Athènes en tant que puissance majeure dans le monde grec ont d'énormes conséquences au Ve siècle av. J.-C. En 478 av. J.-C., l'alliance hellénique est reconstituée sans les États du Péloponnèse dans la Ligue de Délos, dans laquelle Athènes est la puissance dominante. Il s'agit essentiellement d'une alliance maritime entre Athènes et de ses colonies, des îles de la mer Égée et des cités ioniennes. La ligue de Délos mène la guerre en Perse, envahissant finalement ce territoire persan et dominant la mer Égée. Sous la direction de Périclès, la ligue de Délos évolue progressivement vers un « empire athénien » et l'apogée de la puissance et de l'influence athéniennes. Thémistocle semble ériger délibérément Athènes en rivale de Sparte à la suite de l'invasion de Xerxès Ier, fondant cette stratégie sur la puissance navale athénienne en opposition à la puissance de l'armée spartiate. La tension augmente tout au long du siècle entre Athènes et Sparte, alors qu'elles rivalisent pour être le principal État de Grèce. Enfin, en 431 av. J.-C., cette tension éclate dans la guerre du Péloponnèse, le premier d'une série de conflits qui déchirent la Grèce pendant le siècle suivant. Cet héritage imprévu, bien qu'indirect, est celui de Thémistocle.
Diodore de Sicile fournit un résumé rhétorique qui reflète les réalisations de Thémistocle : « Quel autre homme eût été capable dans le plus haut point de la gloire de Sparte, et lorsque Eurybiade commandait sa flotte, d'enlever l'empire de la mer à Lacédémone ? L'Histoire fournit‑elle un autre Grec, qui dans le même temps ait trouvé moyen de mettre Athènes au-dessus de toutes les villes grecques, les Grecs au‑dessus des Barbares et de se mettre lui‑même au‑dessus de tous les capitaines de son siècle ? Qui d'entre eux s'est trouvé dans des circonstances plus désavantageuses, et s'est vu environné de plus grands périls ? Conduisant au combat les citoyens d'une ville désolée, il a surmonté les forces de l'Asie entière ».

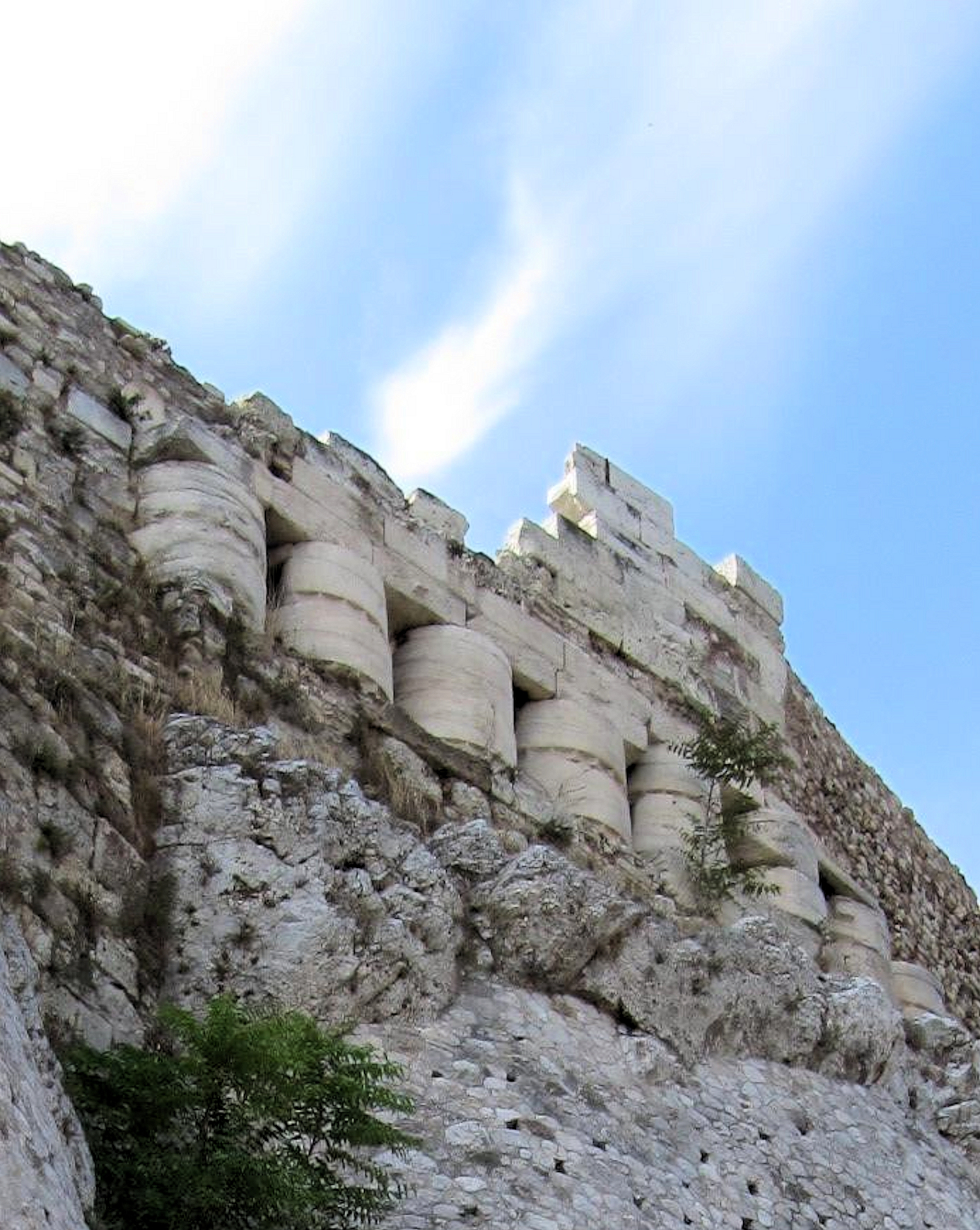
Tambours de colonne du Préparthénon détruit et qui ont été réutilisés dans la construction du mur nord de l'Acropole d'Athènes par Thémistocle.

Les érudits modernes approuvent ce point de vue, considérant Thémistocle comme un commandant et un stratège par excellence capable de transformer le régime même de sa ville dans la poursuite d'une théorie navale de la victoire.

### Dans les arts et la culture populaire
La vie de Thémistocle a fait l'objet de trois opéras : Thémistocle (en) (1718) par Nicola Porpora, Temistocle (1772) par Johann Christian Bach et Thémistocle (en) (1785) par François-André Danican Philidor.
Le personnage de Thémistocle a été plusieurs fois représenté par les peintres et les sculpteurs. Dans le cadre d'une commande passée en 1831 pour la cour du Louvre (puis pour le jardin des Tuileries), le sculpteur Henri Lemaire réalise une effigie en pied de Thémistocle (aujourd'hui perdue) aux côtés d'autres représentations de personnages antiques (Périclès, Cincinnatus, Alexandre, Phidias, Philopoemen, Caton), confiées à d'autres artistes. Les événements les plus fréquemment représentés en peinture sont ceux de l'arrivée de Thémistocle à la cour du roi Admète, et son suicide. Dès l'Antiquité, l'auteur grec Philostrate de Lemnos imagine pour ses Eikones, une représentation de la Réception de Thémistocle chez Admète dans une galerie napolitaine imaginaire, sujet par la suite repris par les artistes à partir de la Renaissance. En 1614, une édition française illustrée de l'ouvrage de Philostrate par Blaise de Vigenère propose une représentation de l'événement, gravée par Jaspar Isaac. L'événement a aussi été fourni comme sujet aux concurrents du Prix de Rome de peinture en 1819 et 1885. La mort de Thémistocle a été traitée par les concurrents du même prix en 1887. 
Thémistocle est joué par l'acteur Ralph Richardson dans le film La Bataille des Thermopyles (1962) réalisé par Rudolph Maté et l'acteur Sullivan Stapleton dans 300 : La Naissance d'un empire (2014) réalisé par Noam Murro. Dans le film Lawrence d’Arabie (1962) réalisé par David Lean, une référence en est faite par un des personnages : le général Murray, après avoir critiqué l’excentricité de Lawrence, conclut : « Vous me faites l'effet d'un incapable » et Lawrence lui rétorque en citant Thémistocle : « Je ne sais pas jouer de la lyre, mais je peux faire un grand État d'un petit village ». La citation est rapportée en termes très voisins par Plutarque : « À la vérité, dit-il, je ne sais ni accorder une lyre, ni jouer du psaltérion ; mais, qu’on me donne en main une ville petite et obscure, et elle aura bientôt acquis renom et grandeur ».
Thémistocle est également le personnage central du roman Thémistocle (2021) d'Olivier Delorme.
Plusieurs toponymes sont liés à Thémistocle : près de la cathédrale de la Sainte-Trinité du Pirée, un parc du Pirée porte son nom et comporte une statue de lui. Non loin de là, face à la mer, le « tombeau de Thémistocle » est un lieu-dit où se trouvent des vestiges archéologiques,. Selon la légende locale, ce serait le véritable lieu de repos des restes de Thémistocle.

### En science
En 1851, le botaniste Johann Friedrich Klotzsch publie Themistoclesia qui est un genre de plantes à fleurs d'Amérique du Sud appartenant à la famille des Ericaceae et dont le nom honore Thémistocle.

### Sources antiques
- Hérodote, Histoires (vers les années 440 av. J.-C.) ;
  - Hérodote (trad. Pierre-Henri Larcher), Histoires : Livre septième (VII), vol. 2, Charpentier, 1853, 70-176 p. (lire sur Wikisource)  ;
  - Hérodote (trad. Pierre-Henri Larcher), Histoires : Livre huitième (VIII), vol. 2, Charpentier, 1853, 177-242 p. (lire sur Wikisource)  ;
  - Hérodote (trad. Pierre-Henri Larcher), Histoires : Livre neuvième (IX), vol. 2, Charpentier, 1853, 243-301 p. (lire sur Wikisource) .
- Thucydide, La Guerre du Péloponnèse (fin du Ve siècle av. J.-C.) ;
  - Thucydide (trad. Jean-Baptiste Gail [Jean-Baptiste Sauvan, François Charles Liskenne]), Guerre du Péloponnèse : Livre premier (I), Anselin, 1835, 93-148 p. (lire sur Wikisource) .
- Diodore de Sicile, Bibliothèque historique (Ier siècle av. J.-C.) ;
  - Diodore de Sicile (trad. Abbé Terrasson), Bibliothèque historique : Livre onzième (XI), 1744.
- Plutarque, Vies parallèles (Vies des hommes illustres), Thémistocle (entre 100 et 120 après J.-C.).
  - Plutarque (trad. Alexis Pierron), Vies des hommes illustres : Thémistocle, vol. 1, Charpentier, 1853, 258-297 p. (lire sur Wikisource) .
  - Plutarque (trad. Marie-Paule Loicq-Berger), « Plutarque : Vie de Thémistocle », sur UCLouvain, 20 décembre 2006 (traduction plus récente).

### Filmographie
- Au nom d'Athènes, documentaire-fiction de Fabrice Hourlier diffusé sur Arte le 24 novembre 2012.